# Теребовля
Теребо́вля (літописна назва — Теребо́вль; пол. Trembowla, Трембовля; їд. טרעבעוולע, Тре́бевле) — місто в Україні, адміністративний центр Теребовлянської міської громади Тернопільського району, Тернопільської області. До 2020 року місто було адміністративним центром Теребовлянського району. Населення — 13515 осіб (станом на 01.11.2020 року).
Центр Східнотребовельського князівства — останнього відламу Великої Хорватії. Перша згадка про місто датується 1097 роком (у «Повісті минулих літ»), що робить його одним з найстаріших міст в Україні. Теребовля — давня столиця Теребовлянського князівства. Під час перебування у складі Королівства Польського (з 1569 року Речі Посполитої) місто 1389 року отримало Магдебурзьке право, весь час було центром гродового староства, а з 1434 року — одним з повітових центрів («ґрод») Галицької землі Руського воєводства. За адміністративною реформою 1782 року під владою Габсбурзької монархії місто увійшло до складу Тернопільського округу. 1854 року утворений Теребовлянський повіт у складі Тернопільського округу (крайсу) коронного краю Королівства Галичини та Лодомерії. 1867 року було скасовано поділ на округи, а Теребовля залишилася одним з майже 80 повітових центрів Галичини. За умовами Шенбруннського миру в період з 1810 до 1815 частину Галичини, включно з Теребовлею, анексувала Російська імперія. 15 жовтня 1810 року створили Тернопільський край, в межах якого 1814 року з'явився ще один (третій) додатковий округ — Теребовлянський. З листопада 1918 року місто входило до складу Західньо-Української Народної Республіки. Після польської окупації стало одним з 17 повітових центрів Тернопільського воєводства. Після московсько-більшовицької анексії Західної України («приєднання» до УРСР) стала районним центром Тернопільської області (до 1944 — «Тарнопільської»). З 24 серпня 1991 року — у складі незалежної України.
Постановою Кабінету Міністрів України від 26 липня 2001 року Теребовлю внесли до списку історичних населених місць України. Пам'ятки історії та архітектури міста — Теребовлянський замок, Оборонна церква святого Миколая, Костел і монастир кармелітів, ратуша та інші, на околицях — Підгорянський монастир.

## Географія

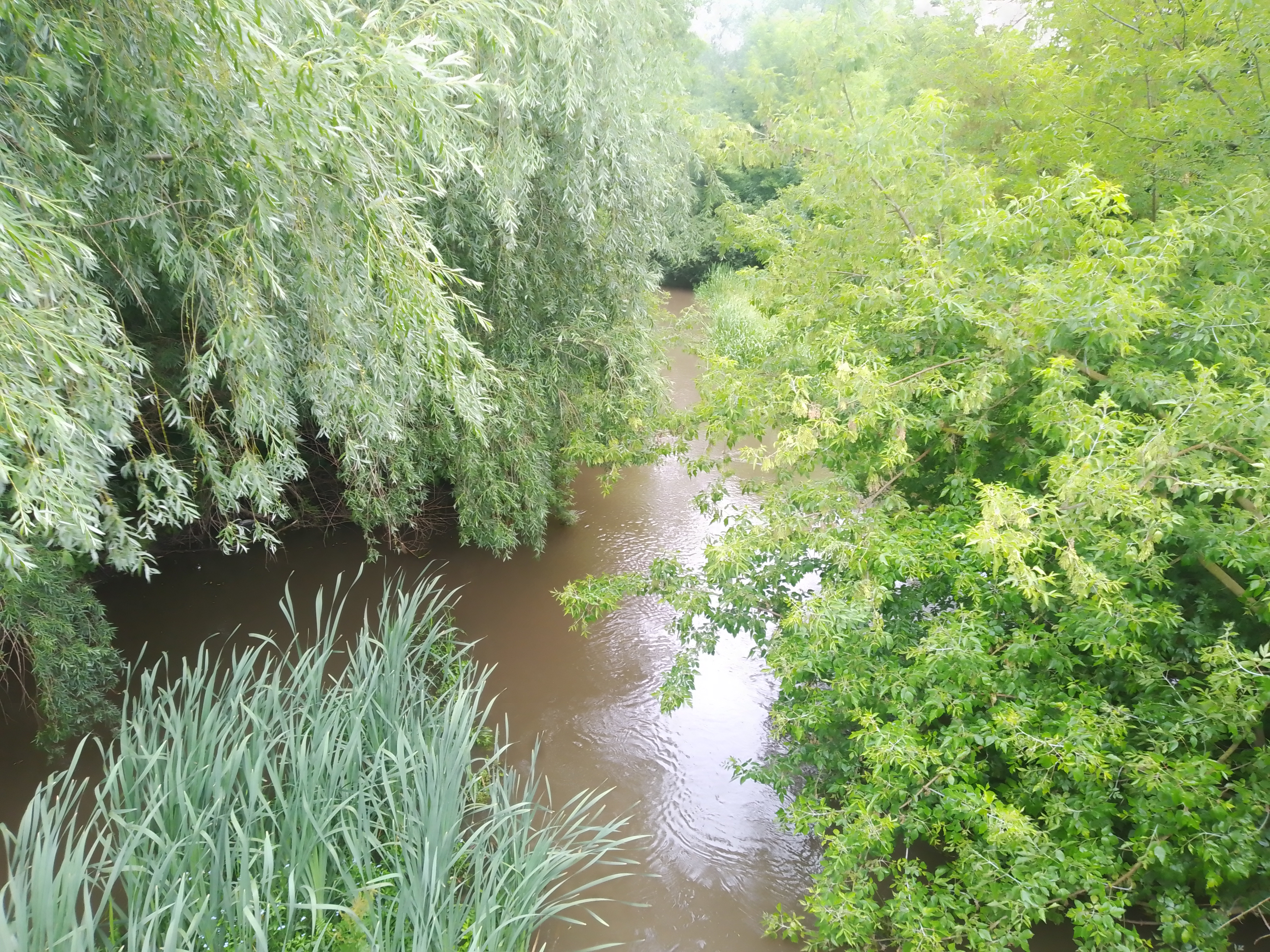
Річка Гнізна в Теребовлі

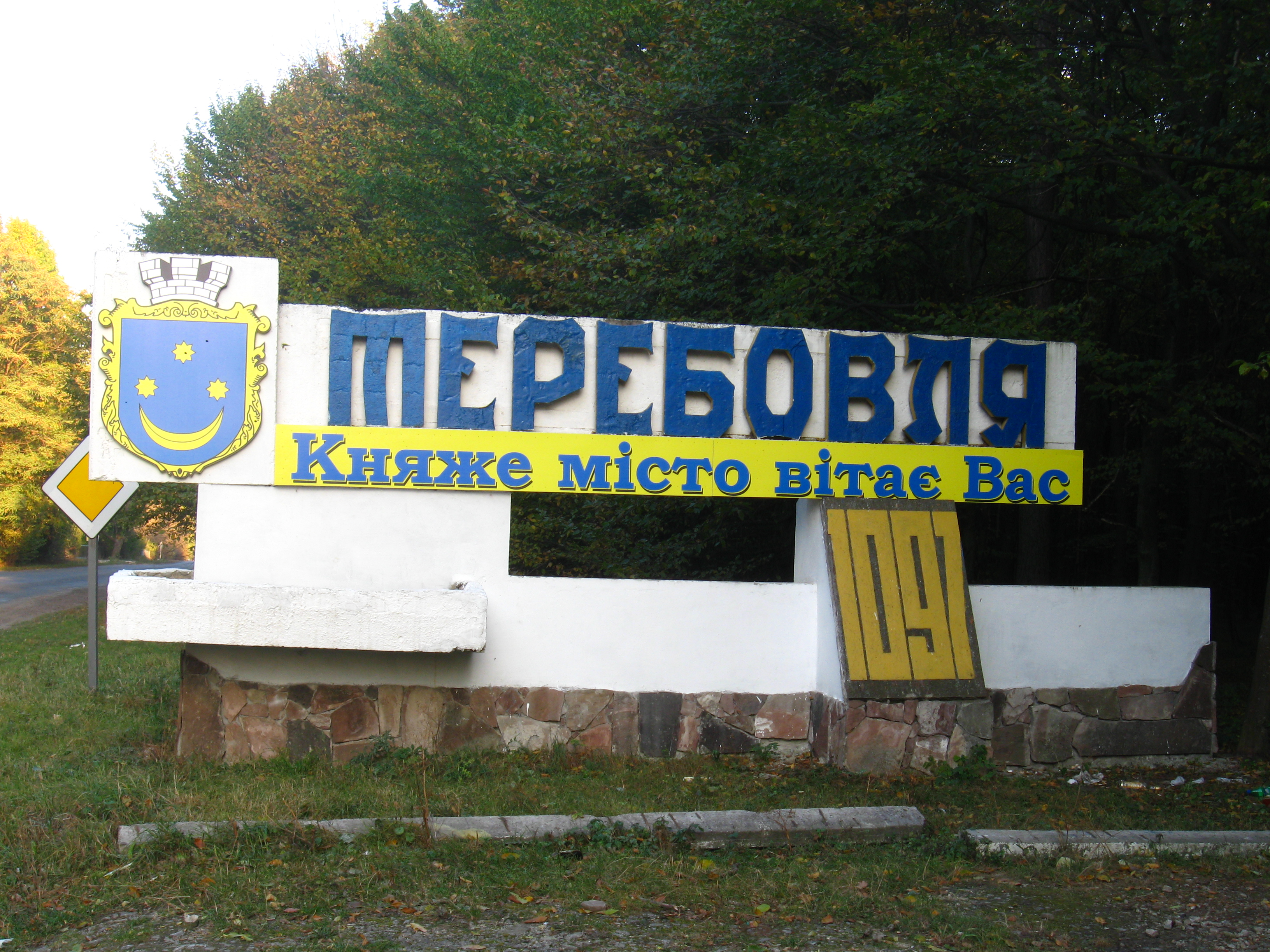
Знак при в'їзді у місто (зі сторони села Застіноче)

Місто Теребовля розташоване на півдні Тернопільського району, за 31 км від обласного центру, у галицькому Поділлі, на березі річки Гнізна. Місто знаходиться у глибокому яру річки Гнізни (лівої притоки Серету, басейну Дністра) і на навколишніх пагорбах. Річка Гнізна впадає у Серет за  3 км від міста, біля сіл Зеленче та Семенів, та поділяє Теребовлю на дві частини — західну й східну (Старе місто та Нове місто), між якими побудовано кілька мостів, а деякі з них збудовані ще за Австро-Угорщини: при в'їзді до міста з боку Тернополя, в центрі міста між Старим і Новим містом та залізничний. Біля мосту в центрі є також пішохідний міст. Нижче за течією річки Гнізни 1978 року побудований новий міст, який замінив старий дерев'яний.
Теребовлянщина перебуває на заході Подільської височини, в основі якої лежить Волино-Подільська плита. Рельєф міста дуже неоднорідний. Перепад висот сягає 90 метрів. Центральна частина в долині Гнізни рівнинна, з незначними перепадами відносних висот. Проте більшу частину міста займають навколишні пагорби, які порізані численними ярами, поглибленими в тому числі кількома потічками. Саме на пагорбах розкинулось і передмістя Сади, яке за розмірами не менше за центральну частину міста.
Місто розташоване в лісостеповій природній зоні. На захід і північ від міста тягнеться масив Теребовлянського лісу.
Площа міста — 11 км², площа зелених насаджень — 336 га. Площа міста з передмістям Сади на 1 квітня 2005 — 1068 га. . У місті два парки: імені Тараса Шевченка та Молодіжний. Також у Теребовлі є значна кількість садових насаджень, які стали основою назви двох великих частин міста: Сади та Садики.
| Сусідні міста |           |              |
| Бережани      | Тернопіль | Підволочиськ |
| Підгайці      | Теребовля | Сатанів      |
| Бучач         | Чортків   | Гусятин      |

| Сусідні села |           |            |
| Струсів      | Кровинка  | Лошнів     |
| Застіноче    | Теребовля | Боричівка  |
| Острівець    | Семенів   | Плебанівка |

### Клімат
Територія Теребовлянського району має помірно континентальний клімат із не спекотним літом, м'якою зимою і достатньою кількістю опадів. Середньорічна температура становить +7 °C. Середня температура січня сягає −5,4 °C, а липня — +18,1 °C. Близько 25 % літнього сезону має середньодобову температуру вище +25 °C. 155 днів на рік — температура вище 10 °C. Територія громади пролягає у зоні значного зволоження. Середня кількість опадів становить 620 мм. Особливо дощовими є три літніх місяці. У цей період часто бувають зливи, нерідко — грози, а іноді — град. Влітку випадає найбільша кількістю опадів.

### Ґрунти
Оскільки Теребовлянщина розташована в зоні лісостепу, то найпоширенішими є лісові опідзолені ґрунти. Переважають сірі лісові ґрунти, чорноземи опідзолені, чорноземи типові малогумусні.

### Корисні копалини
Поблизу Теребовлі знаходяться переважно будівельні корисні копалини. Насамперед, це відомий теребовлянський пісковик. Застіноцький кар'єр згадується у теребовлянських міських актах ще 1430 року. Поклади пісковика залягають на схилах Серету та Гнізни. Сіро-зелений, сіро-рожевий або червоно-бурий теребовлянський дрібнозернистий камінь-пісковик близько семисот років видобувають і використовують як будівельний матеріал для фундаментів чи для спорудження приватних будинків, храмів, оборонних споруд, мостів, доріг, для виготовлення тротуарних плит і бордюрів, парапетів, сходів і карнизів, пам'ятників, чеканів для печей тощо. Також тут багато покладів піску та глини. Зокрема у Теребовлянському лісі, на північ від міста, є піщаний і глиняний кар'єри (насамперед гончарні і вогнетривкі глини). Вони були достатньою ресурсною базою для цегельних заводів, яких у радянські часи було досить багато. Безпосередньо біля самого кар'єру побудували Теребовлянський цегельний завод.

## Історія

Пам'ятник князеві Васильку в Теребовлі

### Походження назви
За версією більшості вчених, назва міста походить від староукраїнського дієслова «теребити», перші поселенці «витеребили», викорчували ліс і розселилися. Це або видозмінене значення слова залишилося і в різних слов'янських мовах: українське «теребити» — чистити; білоруське «церабіць» — корчувати, очищати; польське trzebić — корчувати, та ін. Також існують інші населені пункти зі схожою назвою. Наприклад, у Білорусі: села Теребейно, Теребель, Теребень, Тереблічі, Теребов.
Вперше слово «теребити» згадується у Іпатіївському літописі під 1014 роком, де розповідається про підготовку походу князя Володимира проти свого сина Ярослава, який відмовився сплачувати данину. Володимир наказав «теребити» (розчищати) шлях та споруджувати мости. Під 1277 у цьому ж літописі оповідається про заснування іншого міста, для чого було наказано «теребити» (розчищати) місце над берегом річки.
Також існують інші версії. Наприклад, на думку професора Я. Рудницького, назву слід виводити від імені Теребослав, а за твердженням філолога М. Худаша — від імені Теребовіт, що побутувало в давньоруські часи. Проте не існує джерельних підтверджень існування таких князів. Також існує легенда про те, що нібито на горі Покрівка колись стояло три хрести. Під ними були могили теребовлянського князя і його двох синів, котрі загинули під час навали монголів. Ці три хрести означали «три болі», а від цього вже пішла назва «Теребовля». Проте навала монголів була на 144 роки пізніше від першої згадки про місто.

### Велика (Карпатська) Хорватія
Східнотребовельське князівство з центром у Теребовлі було останнім відламом Великої Хорватії. Наприкінці Х ст. хорватські князівства у Прикарпатті були включені київським князем
Володимиром Святославичем до складу Київської Русі.

### Руський період
Перша згадка в «Повісті минулих літ» під 1097 роком, де розповідається про Любецький з'їзд князів і історію осліплення теребовлянського князя Василька Ростиславича.
Археологічні дослідження вказують на давніше походження поселення. За часів князя Василька Ростиславича місто розташовувалося під Замковою горою. У XII ст. Теребовля була значним політичним та культурним осередком. Коли Теребовлянським князем став Володимирко Володаревич, він об'єднав Перемишльське, Звенигородське, Галицьке і Теребовлянське князівства і зробив столицею Галич. Від 1199 року Теребовля належала до Галицько-Волинської держави. Після смерті у 1205  видатного князя Романа Мстиславовича розпалася Галицько-Волинська держава, й Теребовлянське князівство знов відокремилося.
У 1227 році під час князівських міжусобиць за участі іноземних правителів місто взяли війська угорського короля (якийсь час — правителя Галичини) Андраша ІІ.
1241 року Теребовлю спустошили війська хана Бату, зруйнували замок.

### Польський період
2 лютого 1348 року відбулась катастрофічна для ВКЛ битва над Стравою. Правдоподібно, король Казимир III, уклавши у 1349 році перемир'я з татарами, восени 1349 року з великим військом напав на Галичину. Князь Любарт — зверхник Галичини — не був готовим до такого повороту подій, тому не відбулось якихось серйозних сутичок. Казимир ІІІ захопив головніші замки Королівства Руси, крім Луцька. Так Галичина була приєднана до Польського королівства.
Місто зберегло свій високий статус і стало одним з центрів королівської влади. У 1366 році за наказом короля Казимира III перебудували і відновили замок на горі. Теребовля було містом на кордоні між Червоною Руссю та Поділлям, яке тоді належало татарам. У 1389 році король Яґайло надав містові Маґдебурзьке право.

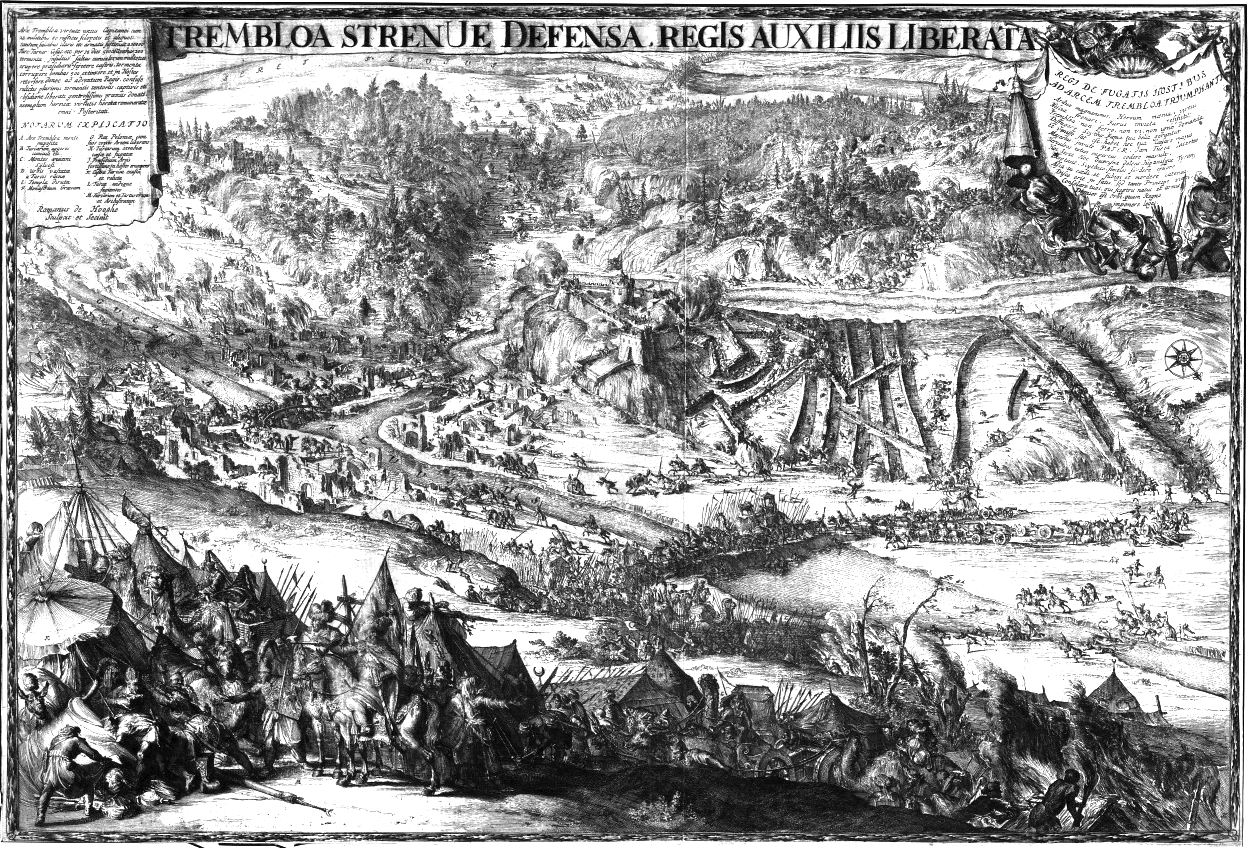
Битва під Теребовлею

У 1415 році Яґайло дозволив теребовлянському шляхтичу Бартошу Головацькому за військові заслуги у Ґрюнвальдській битві заснувати на лівому березі річки Гнізни Нове місто; перед Зеленими святами — король був у місті, звідси через Бучач, Галич, Коломию вирушив до Снятина на прийняття васальної (ленної) присяги Олександром «Добрим». 1434 року Теребовля стала центром повіту Галицької землі, яка належала до Руського воєводства; тут засідали земський суд та сеймики. Щоправда, у статті про Поділля вказано, що місто (грод) належало до Подільського воєводства до XVI ст.
У 1498 році Теребовля і замок майже повністю були знищені ватагами молдавського господаря Стефана III, тому польський король Ян Ольбрахт звільнив місто на 8 років від податків. Через своє прикордонне розташування Теребовля зазнавала нападів ледь не кожного року. Для його підтримки король звільняв місто від сплати податків, наприклад, у 1518 та 1530 роках. 1550 року король Сиґізмунд II надав Теребовлі привілей відбувати щосуботи ярмарки, з 1555 — право брати мита з мостів і доріг.
1594 року укріплене місто і замок здобув Северин Наливайко, захопив великі запаси зброї, пороху, продовольства, одягу і 150 коней. Мешканців міста обкладали непосильними податками і численними повинностями, що викликало опір і повстання. У 1616 році королівські загони придушили бунтівників. Керівників — К. Шуцького і Д. Малиша стратили.
1629 року староста Олександр Балабан сприяв відновленню замку, руїни цієї будівлі збереглися до сьогодні. У середині 17 століття Теребовлю обнесли валом і частоколом із брамами (Кам'янецька, Галицька та Львівська). Замок мав три вежі: шляхецьку, наріжну і брамну (біля брами), був обнесений муром. При замку було 20 гайдуків і німець-гармаш. На Підзамчі було 12 мешканців, завжди готових до послуг замкові, які не платили податків. За люстрацією 1664 року: замок мав муровані будинки (всередині і дерев'яний), муровану криницю; у Теребовлі залишалося лише 24 житлових будинки.
11 червня 1675 року відбулася Битва під Теребовлею. Місто було кілька днів в облозі 10000-ю армією зятя Мехмеда IV Ібрагіма Паші. Місто мужньо захищалося тільки з 80 жовнірами, невеликою кількістю шляхти і 200 мешканцями. Захисником замку був Ян Самуель Хшановський, тоді мужністю відзначилася і його дружина Анна Дорота, більше відома як Зофія, якій за це мешканці міста неподалік замку встановили пам'ятник. За цей подвиг теребовлянців на десять років звільнили від податків. Під час нападу татари у 1688 році зруйнували замок, який більше не відновлювали.
1765 року у місті було зафіксовано 335 господарств, костел, монастир кармелітів, дві церкви, а за містом на горі — василіянський монастир.

### Австрійський період

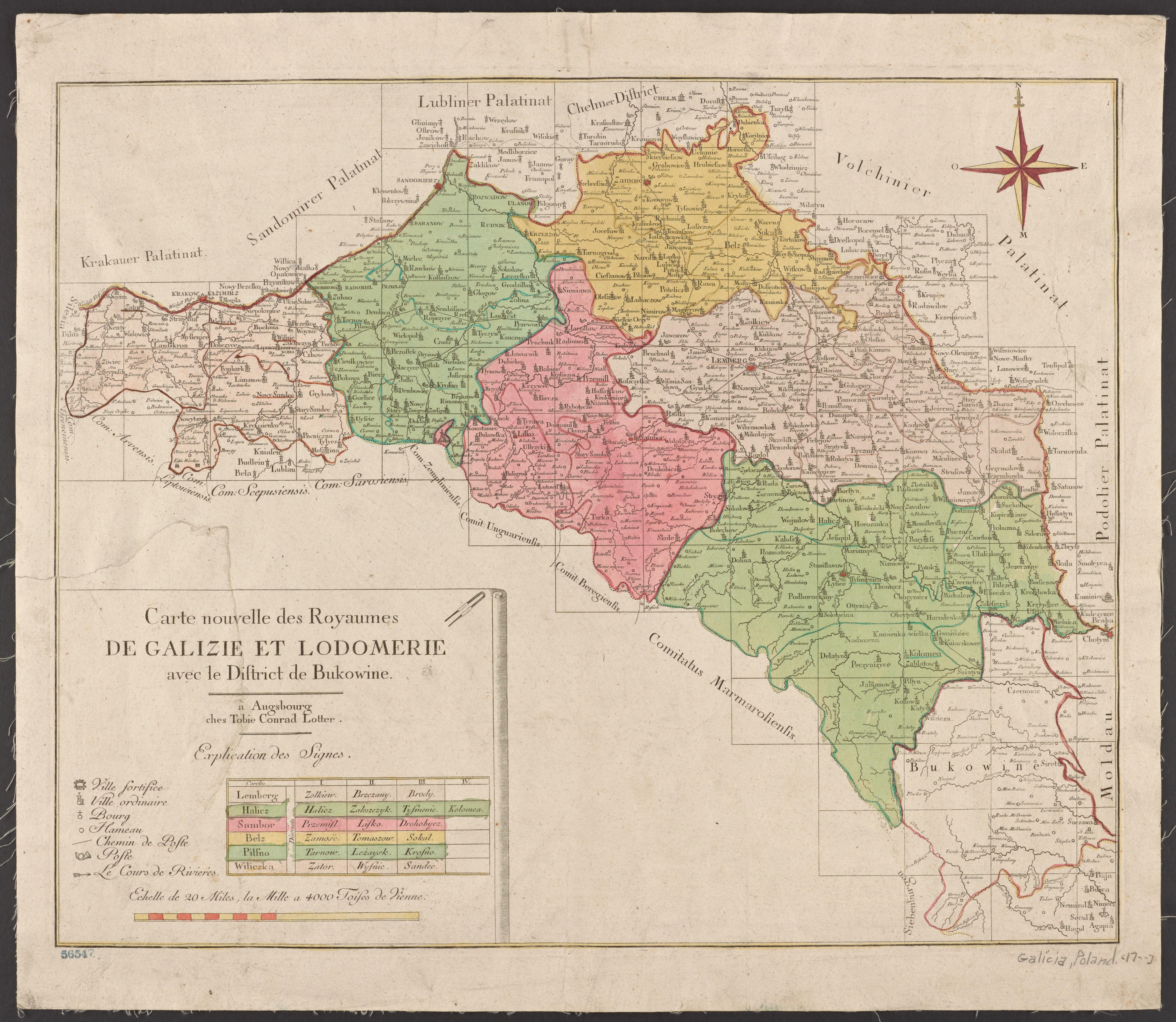
Дороги з Теребовлі до інших міст на мапі Королівства Галичини та Володимирії у 1777—1782 роках

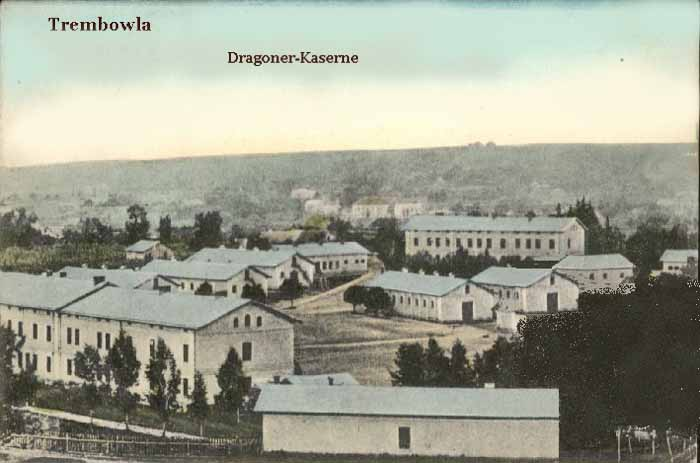
Австрійські казарми для драгунів у Теребовлі, 1900-ті

Від 1772 року Теребовля належала до Королівства Галичини і Володимирії — коронного краю монархії Габсбургів (з 1804 року — Австрійська імперія, з 1867 — Австро-Угорщина), за винятком 1810–1815 років, коли її анексувала Російська імперія за умовами Шенбруннського мирного договору. З 1854 року місто знову стало повітовим центром. Відкрилися відповідні державні повітові установи: суд, староство, скарб та ін.
25 листопада 1896 року завершилося будівництво ділянки залізничної колії Тернопіль — Копичинці, що була частиною Галицької залізниці Львів — Чернівці, на якій відкрита залізнична станція Теребовля.
1907 року в місті відкрито державну гімназію з польською мовою навчання (див. Теребовлянська гімназія). Діяли українські товариства «Просвіта», «Рідна школа», «Українська бурса», «Сокіл», «Січ», «Луг», «Пласт», «Союз українок», «Захоронка», товариства допомоги українським інвалідам, охорони військових могил та ін.
Від 1898 року в Теребовлі розміщувався 2-й полк драгунів австро-угорської армії. 1914 року у Теребовлі базувався вже лише II дивізіон цього полку. Також у місті впродовж двох десятків років базувалися полки фельдєгерів, наприклад, станом на 1914 рік — Угорський батальйон фельдєгерів № 32.

### Перша світова війна
Під час Першої світової війни Теребовля перебувала в зоні тимчасової російської окупації.

### Українська революція—Західноукраїнська Народна Республіка

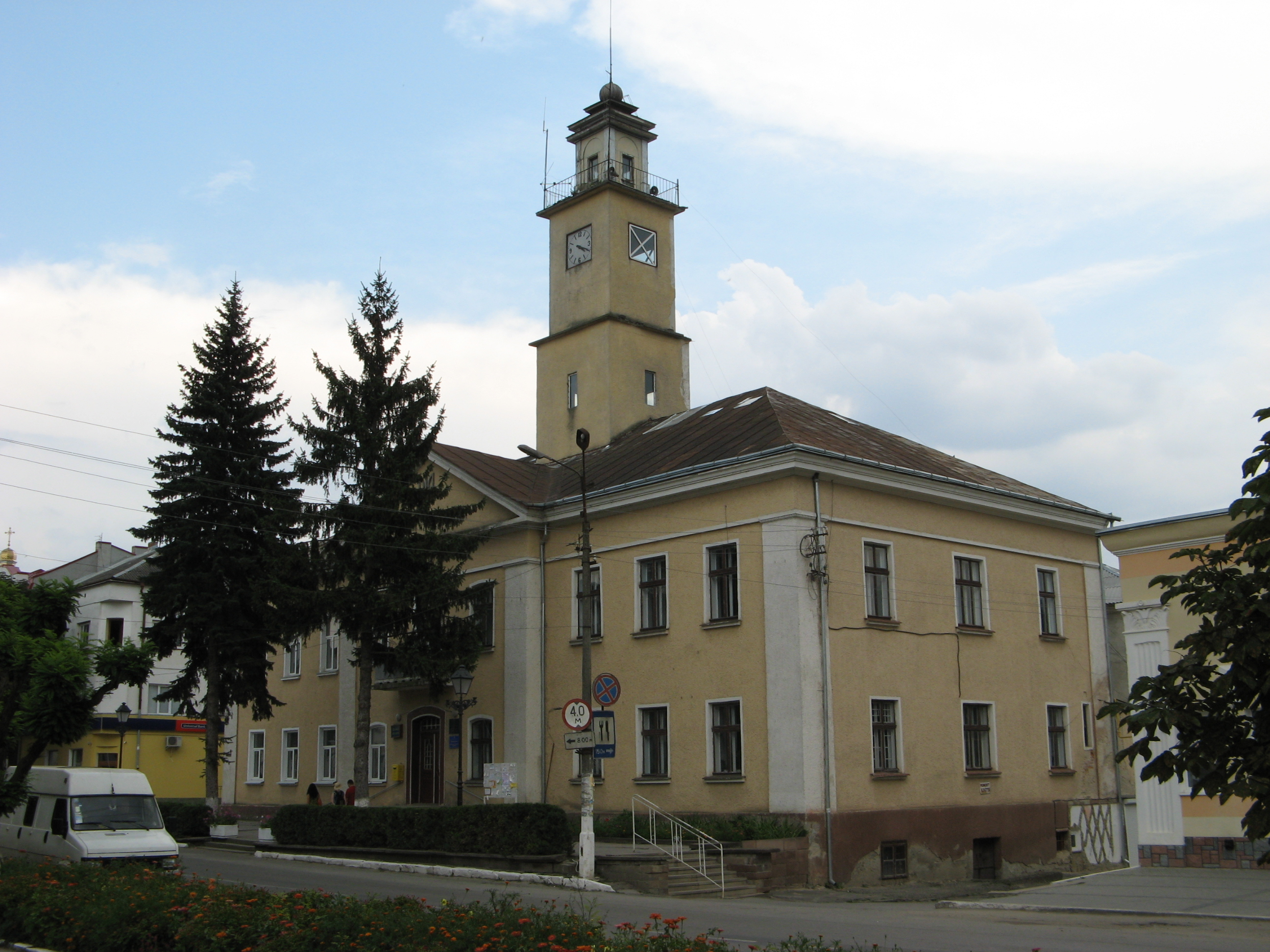
Теребовлянська ратуша

Восени 1918 року теребовлянці активно підтримали Листопадовий чин: усі установи міста були в руках ЗУНР. 2 листопада 1918 року в місті Теребовля та повіті було встановлено владу Української держави — ЗУНР. Повітовим комісаром став урядник староства Антін Заплітний.. Від грудня 1918 року в Теребовлі проходив вишкіл українського війська.
У червні 1919 року місто захопили підрозділи польської Армії Ґаллера, 12 червня в результаті Чортківської офензиви УГА Теребовлю звільнили від поляків.
Над Теребовлею після погоні на своєму «Нюпорі» сотник-літун УГА Василь Євський дігнав і збив причетного до загибелі командира Літунського полку УГА — полковника Джам-Булата Канукова — пілота-віденця хорунжого Кубша, запідозреного в комунізмі.

### Міжвоєнний період

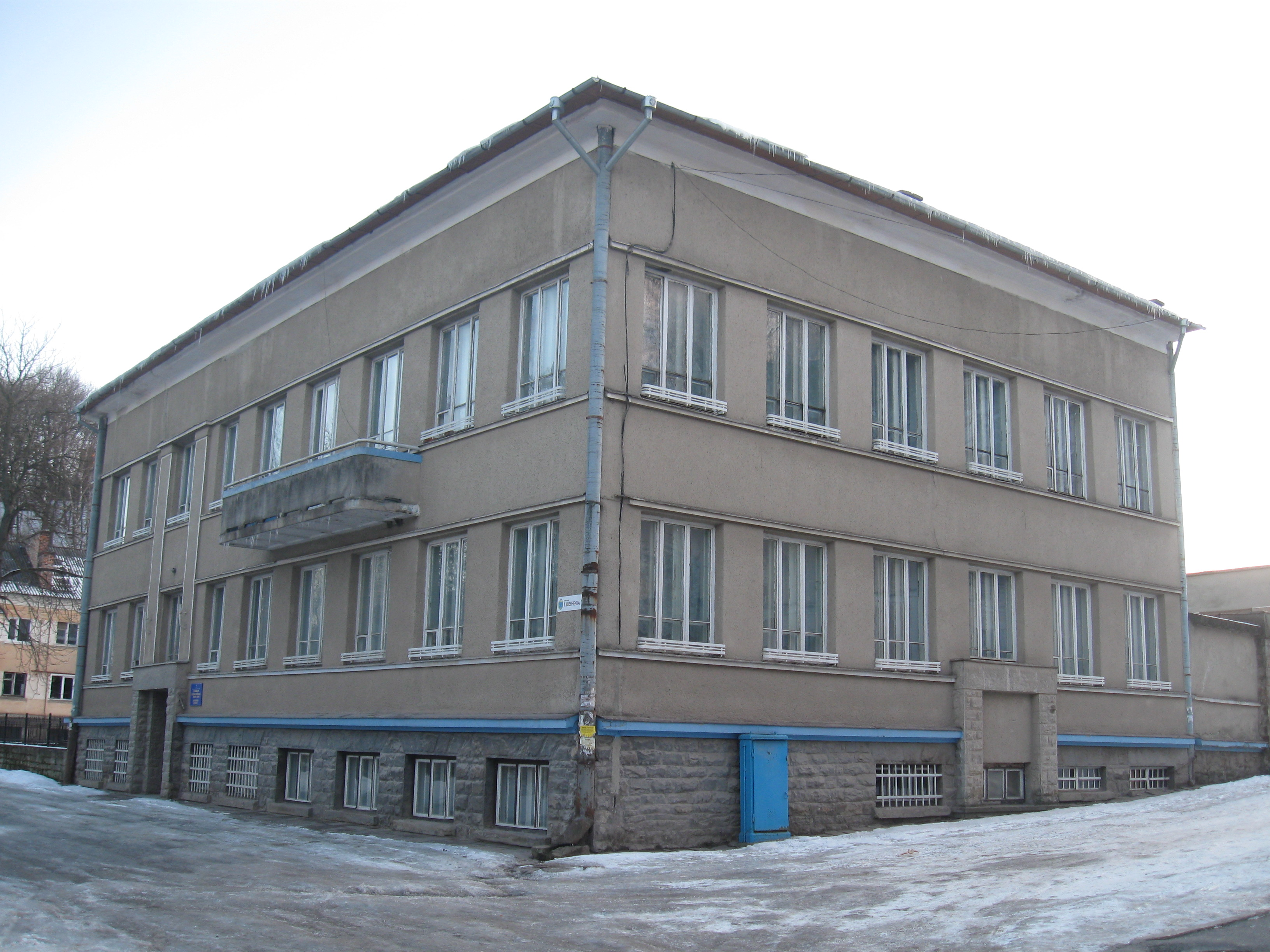
Будівля колишнього повітового староства

У складі Другої Речі Посполитої Теребовля мала статус повітового міста. В економічному та культурному плані Теребовля була дуже відсталим містечком. Тут діяли дрібні кустарні майстерні, каменоломня, цегельний завод, де разом працювало 354 робітники; швидко розвивалися кооперативний рух, торгівля. Було збудовано триповерхові будинки, де розмістилися близько 10 крамниць, у тому числі чеської фірми взуття «Батя». 1933 року відкрито стадіон, згодом — музей (1933) і басейн відкритого типу (1938).
1 серпня 1934 року утворена сільська гміна Трембовля, до якої увійшли навколишні давніші гміни. У Теребовлі перебував адміністративний центр гмінної влади, проте саме місто утворювало окрему міську адміністративну одиницю і не входило до складу цієї гміни. Проте до неї входило село Волиця, яке зараз є частиною міста.
До вересня 1939 року в Теребовлі дислокувався 9-ий полк Малопольських уланів, який розбитий після нападу Третього рейху на Другу Річ Посполиту у вересні 1939 року. Командиром полку був Тадеуш Коморовський, майбутній керівник польської Армії Крайової.

### Друга світова війна
Під час Другої світової війни місто зазнало бомбових ударів німецької авіації, зокрема 7 вересня 1939 — по залізничній станції й мосту біля села Плебанівка. 17 вересня 1939 року в Теребовлю увійшли радянські війська; місто стало центром Теребовлянського району Тернопільської області УРСР. Закрито українську гімназію, українські політичні й культурно-освітні організації та установи Теребовлі; репресовано діячів українського національно-визвольного руху, гімназистів. 22 червня 1941 року почалася німецько-радянська війна, тоді ж німецька авіація знову бомбила аеродром неподалік Теребовлі, де базувався 86-й бомбардувальний авіаполк; пілот Т. Малієнко здійснив один із перших повітряних таранів. 6 липня 1941 німецькі війська вступили у Теребовлю. За час окупації понад 1000 жителів міста вивезено на примусові роботи до Німеччини.
У місті організували гетто для євреїв Теребовлі та навколишніх містечок (Струсів, Буданів). На початку червня 1943 на околиці Теребовлі нацисти розстріляли 3000 євреїв.
23 березня 1944 
року частина 60-ї армії під командування Івана Черняховського відбили Теребовлю у гітлерівців.

### Українська РСР
Від 1944 року почалося відновлення господарства міста: цегельня, маслозавод, дві промислові артілі, МТС, згодом — промкомбінат, електростанція, взуттєва фабрика, заклади охорони здоров'я, кінотеатр, технікум політосвіти (див. Теребовлянське вище училище культури).

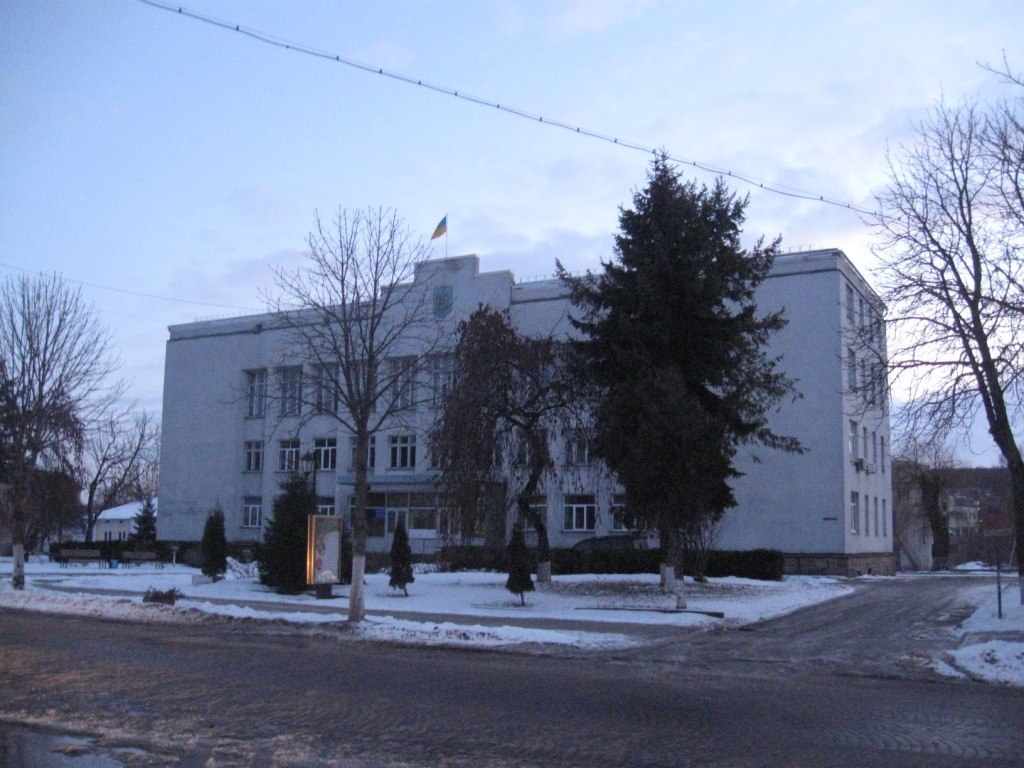
Будинок Теребовлянської районної ради та адміністрації

Радянська влада здійснювала репресії проти діячів національного підпілля, зокрема в жовтні 1947 року — масові вивезення до Сибіру теребовлянців, запідозрених у зв'язках із ОУН і УПА.
У післявоєнні роки побудований завод сухого знежиреного молока, нові корпуси взуттєвої і фабрики ялинкових прикрас, універмаг, гастроном, критий плавальний басейн, приміщення райсанепідемстанції і побуткомбінату, дві середні загальноосвітньої школи, школу-інтернат (нині — гімназія-інтернат), новий навчальний корпус школи для глухонімих дітей, 3 дитсадки, понад 20 багатоквартирних житлових будинків, завершена газифікацію міста.
1961 року Теребовлянській міській раді було підпорядковано село Боричівка, а 1965 року — село Сади.

### У незалежній Україні
Від 1990 року діють «Просвіта», «Союз українок», Спілка краєзнавців, виникли Спілка політв'язнів і репресованих, Братство ОУН-УПА, Всеукраїнське об'єднання ветеранів. З 1991 діяла Спілка офіцерів України, котру очолив Віктор Тещук.
5-7 липня 1997 року — урочистості до 900-річчя Теребовлі. З нагоди урочистостей місто відвідав другий Президент України Леонід Кучма. Тоді ж було урочисто відкрито пам'ятник князю Васильку Ростиславичу.
2002 року в Теребовлі було закрито військову частину, в якій дислокувався 223-й Теребовлянський ордена Олександра Невського зенітно-ракетний полк. Його було переведено у гарнізон міста Стрий. До 1990-х років підрозділ носив стару радянську назву «223 зенітна ракетна Ордена Олександра Невського бригада». Указом Президента України № 195/98 від 16 березня 1998 року полку було присвоєне почесне найменування «Теребовлянська» — «Теребовлянська ордена Олександра Невського 223 зенітна ракетна бригада». 2000 року бригада стала полком, який після передислокації отримав ще одне найменування — «Стрийський». Проте досі залишається почесна назва «Теребовлянська». Станом на 2015 рік повна офіційна назва полку — 223 зенітний ракетний Теребовлянський полк.
12 березня 2009 року Синод Української Православної Церкви Київського Патріархату постановив поставити єпископа для м. Теребовлі.
Архиєрейська хіротонія єпископа Теребовлянського, яку очолив Святійший Патріарх Київський і Всієї Руси-України Філарет, відбулася 29 березня 2009 року. Першим єпископом Теребовлянським став ієромонах Павло Кравчук (титул: єпископ Тернопільський і Теребовлянський).
У 2011 році археологи під час розкопок знайшли добре збережене житло слов'ян початку Х століття, кераміку Х—ХІІІ століть, кістяний гребінець
12 червня 2020 року, відповідно до розпорядження Кабінету Міністрів України № 724-р «Про визначення адміністративних центрів та затвердження територій територіальних громад Тернопільської області», Теребовля — адміністративний центр  Теребовлянської міської громади.
19 липня 2020 року, в результаті адміністративно-територіальної реформи та ліквідації Теребовлянського району, місто увійшло до складу новоутвореного Тернопільського району.

## Політика

### Парламентські вибори, 2019
На позачергових парламентських виборах 2019 року у місті функціонували 7 окремих виборчих дільниць № 610886–610892.
Результати
- зареєстровано 9868 виборців, явка 46,53%, найбільше голосів віддано за «Слугу народу» — 33,08%, за «Голос» — 16,86%, за «Європейську Солідарність» — 11,90%.[47] В одномандатному окрузі найбільше голосів отримала Алла Стечишин (самовисування) — 24,36%, за Ігоря Сопеля (Слуга народу) — 19,94%, за Олега Вітвіцького (Голос) — 18,33%[48].

## Населення

### Переписів у різні часи
- Люстрація 1572 року — у місті 248 домів, 2 священики, 10 євреїв, 10 різників.
- Люстрація 1616 року — 246 домів, у тому числі 45 порожніх, 8 єврейських господарств, 4 коморники, 6 крамарів, 2 пекарі, 4 різники.
- Люстрація 1664 року — після спустошливих років, у тому числі походи Хмельницького та період Руїни, місто зазнало значних руйнувань. Значно впала кількість населення. В Новому місті залишилося лише 17 заселених будинків, а Старому — лише 7. Від єврейської громади залишилося лише 6 осіб. З численних ремісників та торговців залишилися лише 2 різники.
- Люстрація 1776 року — 246 будинків християн, 89 єврейських господарств.

#### Перший загальний перепис населення Польської республіки (1921)
За переписом 1921 року в Теребовлі налічувалось 1222 будинки, в яких проживали 7015 жителів (3338 чоловіків та 3677 жінок). Релігійна приналежність: 2890 римо-католиків, 2632 греко-католиків, 1486 прихильників юдаїзму. Також 7 осіб інших віровизнання (зокраще євангелістського). Національність: 3737 поляків, 2196 русинів, 1077 євреїв, 1 німець та 4 інших.

#### Всеукраїнський перепис населення 2001
За всеукраїнським переписом населення (2001), в Теребовлі постійного населення налічувалось 13455 осіб, з них 6301 чоловіків — 46,8 %, 7154 жінок — 53,2 %.

### Національний склад
Розподіл населення за національністю за даними перепису 2001 року:
| Національність  | Відсоток |
| --------------- | -------- |
| українці        | 97,92%   |
| росіяни         | 1,46%    |
| поляки          | 0,30%    |
| білоруси        | 0,10%    |
| інші/не вказали | 0,22%    |

### Мова
Розподіл населення за рідною мовою за даними перепису 2001 року:
| Мова            | Кількість | Відсоток |
| --------------- | --------- | -------- |
| українська      | 13262     | 98.57%   |
| російська       | 170       | 1.26%    |
| румунська       | 6         | 0.04%    |
| польська        | 4         | 0.03%    |
| білоруська      | 3         | 0.02%    |
| вірменська      | 2         | 0.02%    |
| угорська        | 1         | 0.01%    |
| інші/не вказали | 7         | 0.05%    |
| Усього          | 13455     | 100%     |

### Поширені прізвища
Андерст, Благітка, Боднар, Борачок, Боцяновський, Бродяк, Вирозумський, Висп'янський, Вітушинський, Вовчук, Воробій, Гарматій, Голяк, Гончарик, Гринів, Губіцький, Гудзь, Дацко, Дейницький, Дзюбак, Добровольський, Дурбак, Забара, Завадовський, Залуцький, Заплітний, Кісь, Кобильняк, Козак, Коляска, Конотопський, Констанкевич, Косовський, Косцєльняк, Краснопера, Круковський, Куліковський, Леськів, Лещишак, Малевич, Мандзюк, Менденко, Медзінський, Миколаєнко, Морозович, Мохнацький, Нич, Паламар, Панас, Пасіка, Погорілий, Приступа, Пророк, Рейовський, Романишин, Сайко, Самолук, Сененький, Сенетеля, Сенюта, Синьковський, Сташків, Стецула, Стрілецький, Сулима, Трендовацький, Турула, Турчиняк, Фенц, Фриз, Цегельський, Целевич, Чайківський, Шестопаль, Шмігельський, Штогрин, Щепанський, Щуцький, Яремчук, Ястрембський, Яськевич.

#### Єврейська громада

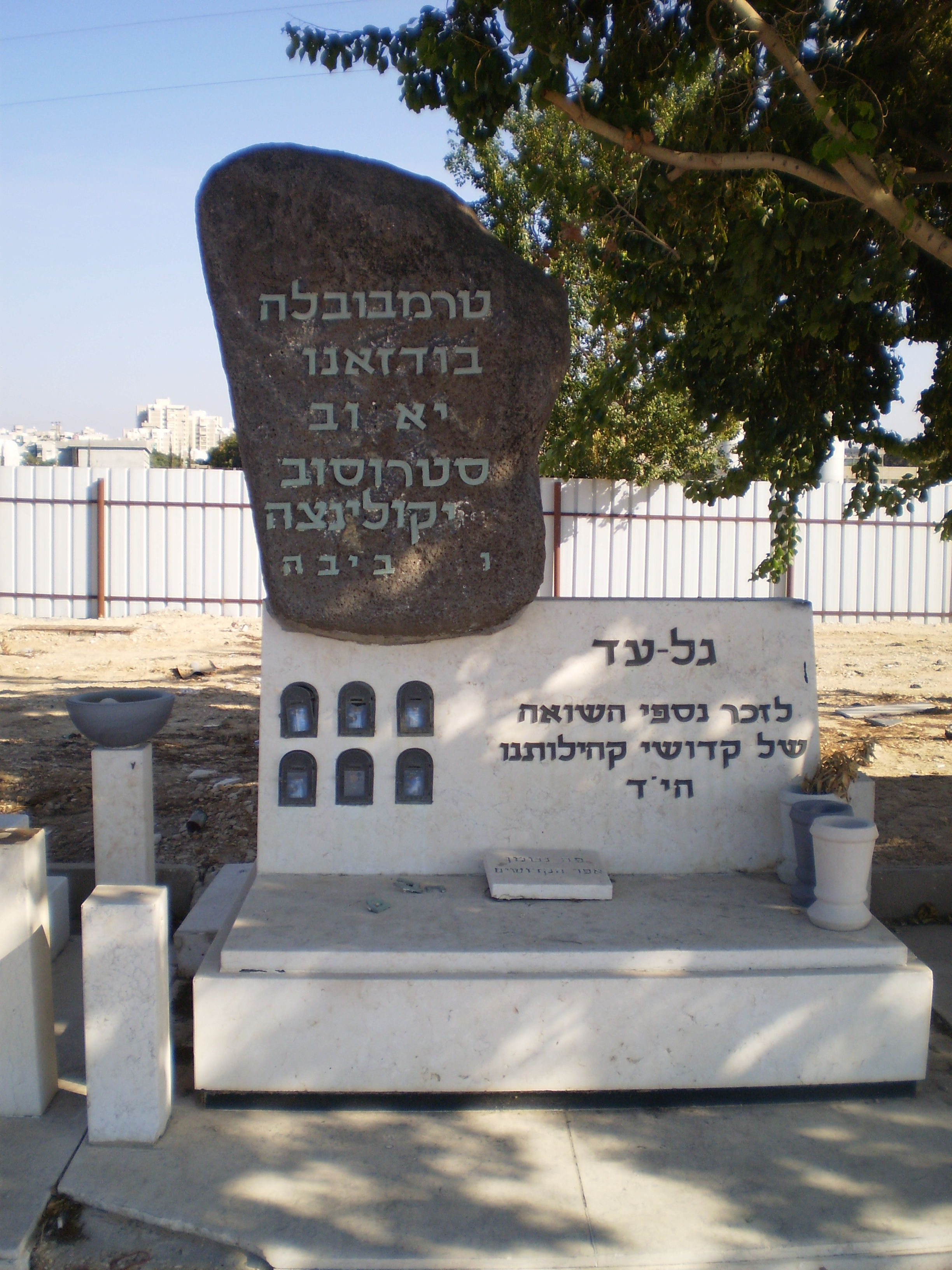
Пам'ятник євреям Теребовлі та Буданова у вигляді символічної могили у місті Холон в Ізраїлі

1572 роком датується одна з міських люстрацій, в якій можна знайти найдавніше підтвердження того, що у місті вже у XVI столітті існувала єврейська громада. У люстрації вказано, що у місті було 248 домів, 2 священики та 10 євреїв. Згідно з люстрацією 1616 року у місті було 8 єврейський господарства. Люстрація 1664 року вказує, що у місті проживали 6 єврейських родин. Також відомо, що в XVII ст. у місті була дерев'яна синагога, яка знаходилась на сучасній вулиці Івана Франка, тобто на Підзамче. Вже через 100 років (1765 року) єврейська громада була набагато більшою — 89 господарств. У XIX столітті в місті існувало як мінімум дві синагоги, в тому числі одна стара дерев'яна. Єврейська громада переважно жила в Старому місті, поблизу сучасних площі Т. Шевченка (давніше площа Ринок, потім Пілсудського) та вулиці Січових Стрільців (до 1945 — Яна Собеського). У місті було окреме єврейське кладовище, яке стояло на місці сучасної житлової забудови на вулиці Чайковського. Під час Першої світової єврейський квартал згорів, оскільки було багато дерев'яних будівель. Частина єврейських сімей як біженці виїхала з міста перед наступом російської армії. 1941 року в Теребовлі проживали приблизно 1700 євреїв. 1942 року під час німецької окупації єврейський квартал перетворений на теребовлянське гетто. Тоді ж частину євреїв було відправлено у винищувальний табір у Белжеці або розстріляно на місці. Решту було розстріляно наступного року у яру біля села Плебанівка.

## Промисловість
- ВАК «Теребовлянська взуттєва фабрика» — організована 1946 року як швейно-взуттєва фабрика, підпорядкована Тернопільському обллегпрому. З 1949 року — державна взуттєва фабрика № 37. З 1961 року була філіалом Львівського виробничого об'єднання «Прогрес»[56]. У 2000-х роках на фабрику прийшов італійський інвестор.
- Фабрика ялинкових прикрас — виникла 1964 року на основі одного з цехів районного промкомбінату. Була однією з небагатьох фабрик такої спеціалізації у СРСР. Впродовж багатьох років фабрика отримувала нагороди на різних всесоюзних та республіканських виставках. Станом на сьогодні не працює.
- ТОВ «Феропласт» — розташоване в передмісті Сади. Спеціалізується на виробництві промислового пінопласту.
- Цегляний завод «Домобудівник» — працює на сировині глиняного кар'єру в Теребовлянському лісі. 1944 року відновлений від руйнувань, завданих війною.
- ТОВ «РМФ»[57]
- «Ідеал» (виробництво меблів)
- ТзОВ «Уніпак-Україна» (виготовлення багатошарових термоусадкових прозорих пакетів)
- ТОВ АП «Колос-2» (елеватор)
- Друкарня (друк конторських бланків, альбомів)
- Завод сухого знежиреного молока (на підприємстві проходить реконструкція і підготовка до запуску).

За радянських часів існували ще кілька підприємств, які не збереглися до нашого часу. Серед них філіал Тернопільської фабрики «Індтрикотаж» та ремонтне підприємство «Сільгосптехніка»..

## Транспорт

### Залізничний

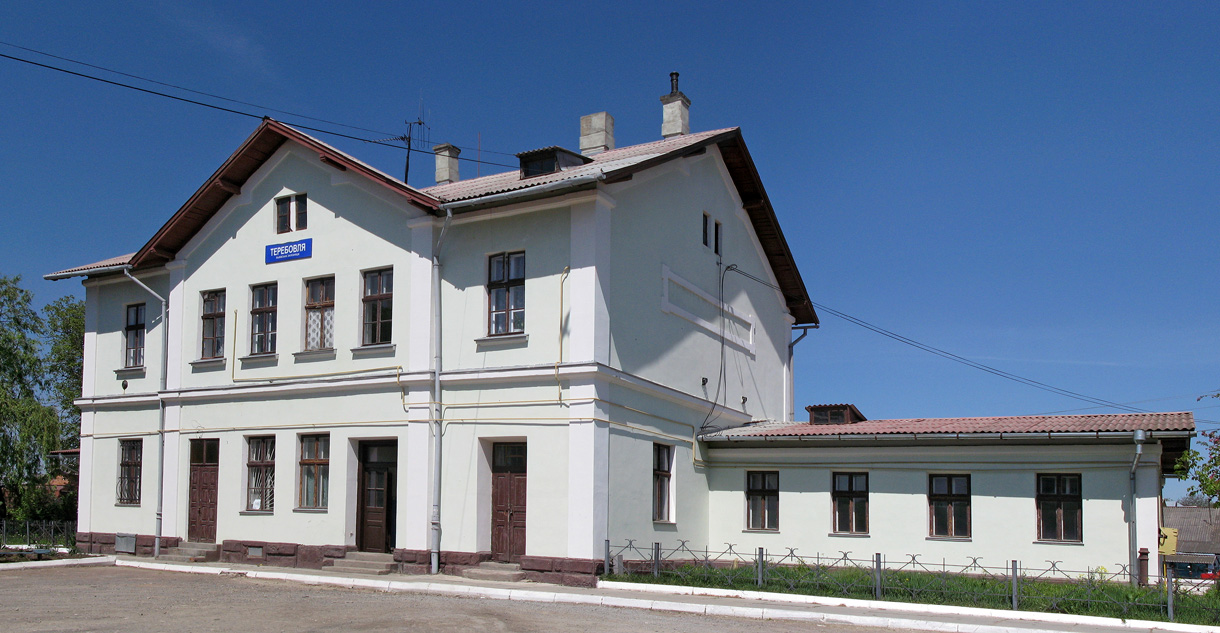
Вокзал станції

Через місто пролягає залізниця до обласного центру, столиці України та інших населених пунктів. У місті функціонує залізнична станція Теребовля (Трембовля). Історія станції та теребовлянської залізниці розпочинається з 1896 року. 
Через залізничну станцію Трембовля щоденно курсує пасажирський поїзд «Гуцульщина» сполученням Київ — Ворохта, в складі якого купейні, плацкартні та один вагон класу Люкс. Також через місто прямують приміські дизель-поїзди сполученням Тернопіль — Чортків. Раніше курсували приміські поїзди Тернопіль — Іване-Пусте (двічі на день), Шаблон:Ст — Заліщики (двічі на день), які наразі скасовані.
На станції Березовиця-Острів існує можливість узгодженої пересадки на приміський дизель-поїзд сполученням Тернопіль — Ходорів, а на станції Заліщики — на приміські дизель-поїзди сполученням Заліщики — Коломия.
У міжвоєнний період та під час німецької окупації у Теребовлянському лісі проходила лінія вузькоколійної залізниці, яка з'єднувала каменоломню в селі Застіноче і станцію поблизу цегляного заводу, на якій перевантажували каміння з вузькоколійки на звичайну залізницю.

### Автомобільний
Через центральні вулицї Теребовлі (Князя Василька та Тернопільська) пролягає автомагістраль міжнародного значення М19 — частина європейського шляху E85. Є незавершений проєкт будівництва об'їзної дороги, яка б могла розвантажити вулиці міста і пришвидшити рух автотранспорту. Частину інфраструктури (деякі мостові переходи) збудовано, але давно покинуто. Планується завершення цього проекту. Завдяки автошляху М19 Теребовля має зручний міжміський транспортний зв'язок з  обласним центром, районними центрами та Чернівцями. Покриття дороги від Тернополя до перехрестя з автошляхом Т 0903 (дороги на Буданів, Дарахів, Гримайлів) з світлофором — асфальт, після перехрестя — бруківка, яку давно перекладали.
Неподалік від центру Теребовлі розташована автостанція (раніше знаходилася трохи південніше на тій самій вулиці, проте була перенесена у нову будівлю). Пасажирське сполучення існує також з приміськими селами, з Мукачевом, Івано-Франківськом, Ворохтою. Проте на свята й під час снігопадів розклад руху непередбачуваний. До Києва чи Львова наразі мало хто користується автобусом через дороговартість квитків. Більш привабливий попит на поїзди, в яких навіть не вистачає вільних місць, а пасажирам доводиться подорожувати стояти.
Міський транспорт представлений двома службами таксі: «Сяйво» і «Таксі-Плюс», «Таксі-Княже». Використовується приміський автотранспорт для пересування між віддаленими частинами міста, наприклад, між зупинкою «Сільгосптехніка» (на краю міста у передмісті Сади) через центр міста до найближчих сіл (Семенів, Залав'є).
На головній вулиці діють дві АЗС: мережі «ОККО» неподалік від центру міста та залізничної станції, інша — біля автовокзалу.

## Освіта
Історія державної системи освіти в Теребовлі розпочинається у австрійському періоді. У 1776—1783 роках відбувалася шкільна реформа у Габсбурзькій монархії. Відповідно з нею у березні 1777 року у всіх містах засновувалися три типи народних шкіл: нормальні, головні й привіальні. До 1 липня 1888 року Теребовлянський повіт у справах освіти підпорядковувався Тернопільському шкільному інспекторові та Тернопільській шкільній раді. Проте після цієї дати було створену Теребовлянський шкільний округ з власним інспектором та шкільною радою.
В австрійський період у Теребовлі діяли кілька шкіл. 1907 року також була відкрита польська гімназія. Розташовувалася вона в перебудованих приміщеннях кавалерійських казарм на тодішній вул. Валовій (тепер там школа-інтернат для глухих дітей). У гімназії станом на 1914 рік навчалося 600 учнів, у тому числі 280 поляків, 150 українців та 160 євреїв. Чимало українських дітей відвідували українську гімназію у Тернополі. Впродовж Першої світової війни Теребовлянська гімназія припинила свою навчальну роботу, проте була відновлена 1919 року.
Окрім гімназії у міжвоєнний період у місті діяли кілька інших шкіл. Насамперед це початкові школи: для хлопчиків на першому поверсі міської ратуші та для дівчаток на вул. Яна Собеського (Січових Стрільців). У центрі міста, на вулиці Софії Хшановської (Князя Василька), була польська бурса імееі Адама Міцкевича. У передмісті Сади також діяла ще одна початкова школа.
1939 року нова радянська влада закрила гімназію і на її базі відкрила 2 середні школи — українську і польську. З приходом німців освітня ситуація знову змінилася. Функціонували лише дві семикласні народні школи і одна в Садах. Німці не дозволили відновити гімназію (у Галичині було дозволено лише 8 класів), проте відкрили торговельну школу з двома відділами: торговельним і б'юровим. Вона припинила своє існування одразу після визволення радянськими військами. Саме з післявоєнного періоду розпочинається історія більшості навчальних закладів Теребовлі. Вже 1945 року у місті працювали дві школи, в яких навчалися 630 учнів.
Наразі в місті діють три середні загальноосвітні школи, гімназія, інтернат, три дитячі дошкільні навчальні заклади («Сонечко», «Ромашка» та «Теремок»). Шкільна освіта доповнюється спортивною школою, музичною школою.

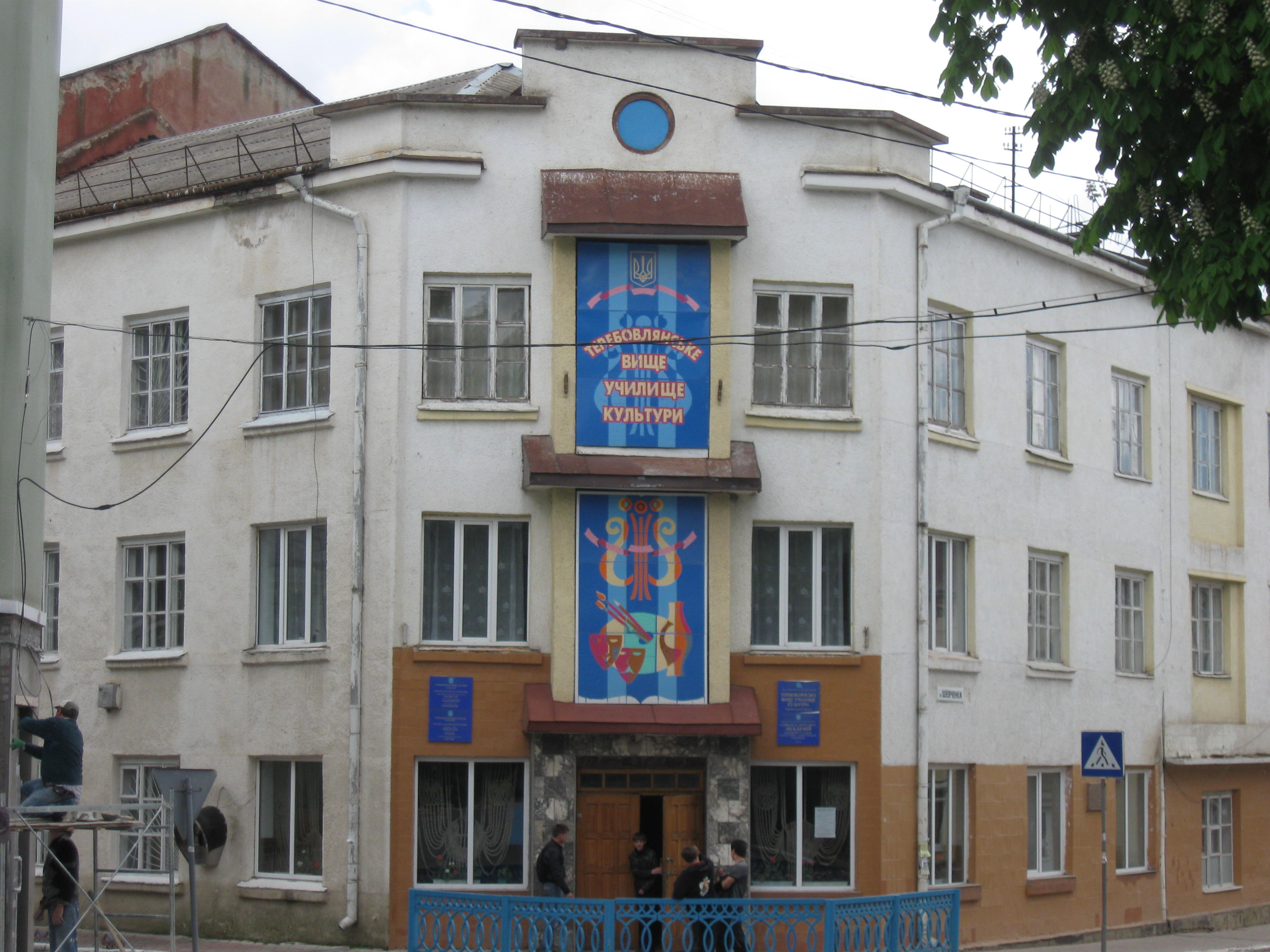
Теребовлянське вище училище культури

Вища та професійна освіта представлені у Теребовлі єдиним навчальний закладом — Теребовлянським вищим училищем культури. Це навчальний заклад І-ІІ рівнів акредитиції. З 2004 року в училищі діє Навчально-консультаційний пункт Національної академії керівних кадрів культури і мистецтв, через який можна заочно навчатися в самій Академії. Історія навчального закладу розпочинається з бібліотечної школи 1940 року, яка згодом стала технікумом політосвіти, а потім перейменована на культурно-освітнє училище. 1994 року навчальний заклад отримав сучасну назву. В училищі діяв «Тернопільський обласний осередок Всеукраїнської Хореографічної Спілки України».
Загальноосвітні навчальні заклади міста:
- Теребовлянська гімназія — навчальний заклад, який веде свою історію від польської гімназії. Заснована гімназія у 1907 році.
- Теребовлянська загальноосвітня школа І-ІІІ ступенів № 1 — заснована після Другої світової війни. Діяла у будинку на вул. Червоноармійській (Січових Стрільців). З 1982 року розташовується у новому шкільному комплексі.
- Теребовлянська загальноосвітня школа І—ІІІ ступенів № 2 — заснована 1946 року. Спочатку розміщувалася в будівлі ще польської школи для дівчаток (зараз це частина районної лікарні). 1952 року переведена в триповерхову будівлю на вулицю Леніна (нині — Князя Василька). Після зведення нових будівель для школи № 1 була переведена на її місце[71]. У школі навчалися переважно діти військовослужбовців Теребовлянської військової частини, мова викладання була російської. Тому в народі її досі часто називають російською.
- Теребовлянська загальноосвітня школа І-ІІІ ступенів № 3 — школа в передмісті Сади. Будівництво сучасної будівлі розпочалося влітку 1989 року. 1 вересня 1991 року відбулося її відкриття. Раніше існувала лише стара одноповерхова будівля школи, що змушувало більшість дітей відвідували міські школи.
- Теребовлянська обласна комунальна спеціальна загальноосвітня школа-інтернат для глухих дітей — спеціалізований навчальний заклад для глухо-німих дітей. Історія інтернату розпочинається у 1945—1946 роках, коли в приміщенні колишньої теребовлянської захоронки були розміщені 6 глухо-німих дітей зі східних областей України, за котрими опікувалися двоє вчителів-вихователів. Наразі інтернат займається вихованням дітей від 3 до 19 років[72].
- Музична школа — заснована 1964 року як філіал Тернопільської музичної школи. З 1965 року діє вже самостійно. Станом на кінець 2000-х років в школі навчалося понад 200 учнів[73].
- Спортивна школа — детальніше у розділі «Спорт».

## Засоби масової інформації
Історія теребовлянської преси розпочинається з 1900 року, коли почав виходити урядовий тижневик староства і шкільної ради. З 1914 року деякий час виходив польськомовний часопис «Ziemia Trembowelska» («Земля Теребовлянська»). 11 травня 1932 року вийшов перший номер місячника «Czar Wiersza». А першим україномовним часописом став тижневик «Плуг», який з'явився 15 грудня 1932 року. З приходом радянської влади припинилося видання цих газет. Натомість з'явилася газета «Сталінський шлях». У січні 1940 року газету перейменували на «Ленінський шлях». У період німецької окупації виходила газета «Теребовлянські вісті». Після приходу Червоної армії відновилася газета «Ленінський шлях». До часів незалежності вона кілька разів змінювала свою назву: «За комуністичну працю» (з 1 червня 1962), «Трудова слава» (з 1 квітня 1965).
Нині друкується лише одна місцева газета — «Воля», що заснована 1992 року. Співзасновниками газети є декілька органів місцевої влади та громадських організацій: районна рада, райдержадміністрація, районна рада товариства «Просвіта» та сам колектив. «Воля» друкується щотижня в п'ятницю. Тираж газети незначний — близько 3 тисяч. За радянський часів районна газета виходила під назвою «Трудова слава». Засновниками газети були Теребовлянська районна рада народних депутатів та районна партійна організація Компартії України. У зв'язку з політичними змінами 1991 року газета була перереєстрована і її засновником вважалася лише районна рада. 1990 року Теребовлянський осередок Демократичної партії України зареєстрував газету «Воля». В липні того ж року вийшов перший номер газети. У серпні 1991 року її випуск було зупинено, а 1992 року на основі «Трудової слави» заснована газета під назвою «Воля». У період незалежності в Теребовлі була також інша газета — «Теребовлянські вісті» (як і газета часів німецької окупації), співзаснована райрадою та осередком Народного Руху.
Також засоби масової інформації в Теребовлі представлені програмами Теребовлянського радіо в мережі Українського радіо. Їх транслюються під час ефірного вікна для Тернопільського обласного радіо у мережі 1-го каналу проводового мовлення. Всього Теребовлянське радіо має у своєму користуванні 2 год 28 хв ефірного часу на тиждень. Над випусками програм працює Редакція Теребовлянського районного радіомовлення на чолі з редактором Кузів Михайлом Романовичем. Позивні: «Говорить Теребовля!».

## Культура
Читальні та бібліотеки

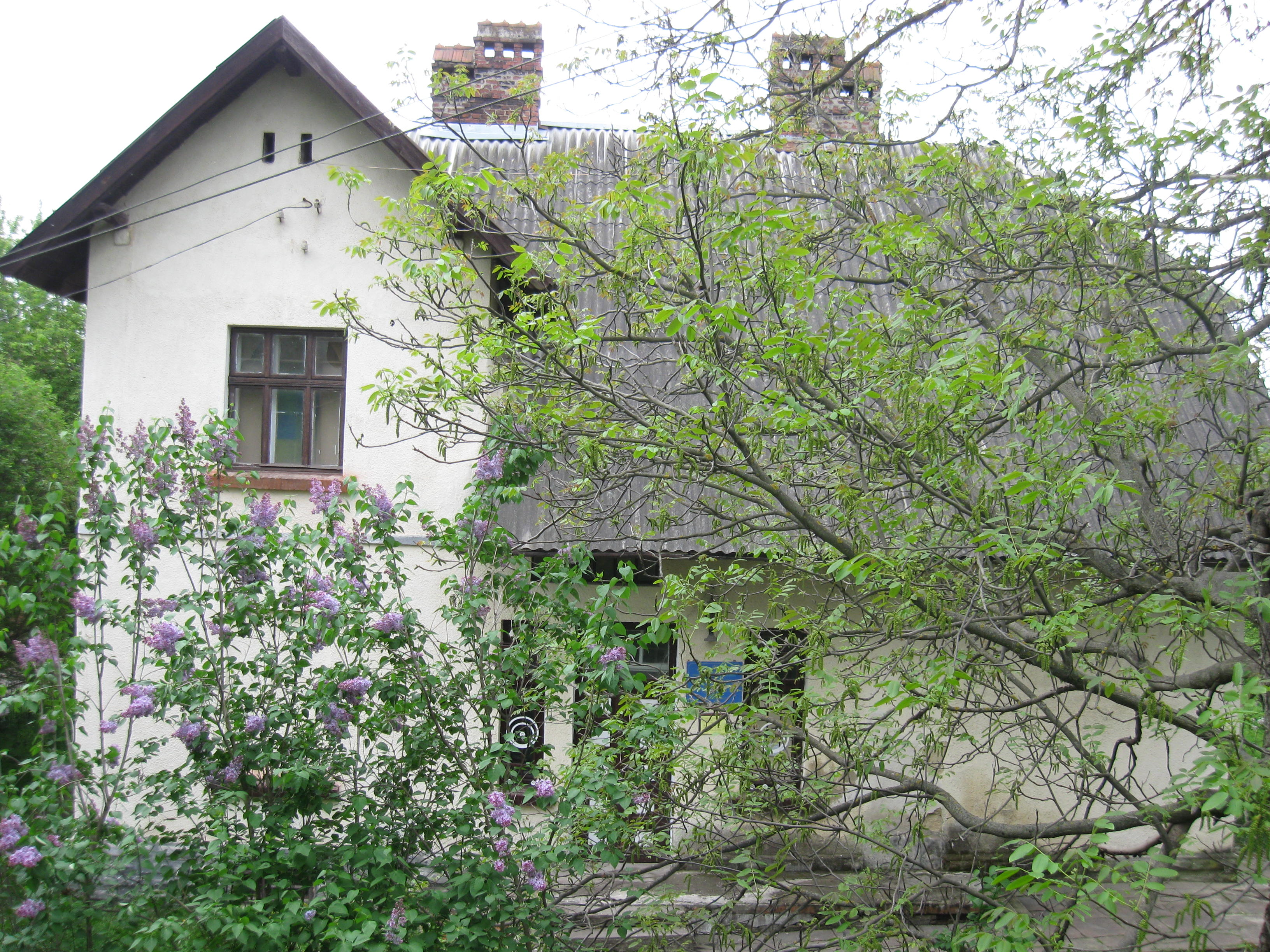
Теребовлянський краєзнавчий музей

Активне культурне життя української (руської) громади у Теребовлі розпочинається наприкінці XIX століття. 1885 року в місті створено першу бібліотеку при товаристві «Читальня», бібліотекарем якої був Семко Дроздик. 1892 року було засновано товариство «Руська бібліотека», до якого переважно входила місцева інтелігенція. В товариства також була власна бібліотека. Згодом мешканці Теребовлі отримали дозвіл на відкриття філії товариства «Просвіта». 1903 року відбувся установчий збір теребовлянської філії. У 1906 році в окремому будинку була відкрита читальня Товариства «Просвіта», яка стала центральною у повіті. Бібліотека товариства займала три кімнати. Під час Першої світової війни читальню було закрито російською окупаційною владою, а після — польською. Проте згодом її відновили і вона діяла до приходу радянських військ 1939 року. В той же період у Садах існувало дві філії центральної читальні. Також у міжвоєнний період у місті діяла велика польська бібліотека, в розвитку якої брала активну участь дружина командира 9-го полку Малопольських уланів Тадеуша Коморовського. Під час німецької окупації польськомовні книжки цієї бібліотеки були знищені одним з вчителів української школи на прізвище Фиґас.
Вже після Другої світової війни у місті запрацювали дві бібліотеки, які діють понині: центральна районна і дитяча. Центральна районна бібліотека була створена 1945 року у маленькому приміщенні біля Покрівки. 1952 року її перенесено в сучасну будівлю у центрі міста. Тоді ж отримала нове приміщення дитяча бібліотека.
Заклади культури та масові заходи
У післявоєнний період у будівлі парафіяльного костелу було відкрито районний будинок культури. У 1970-х роках також побудовано кінотеатр імені Тараса Шевченка. Проте вже наприкінці 2000-х років костел було повернуто польській громаді, а будинок культури до нині діє в новому приміщенні — у міському кінотеатрі. За радянських часів було розпочато будівництво нового будинку культури, а саме на вільній території між міським ринком та стадіоном. Проте через розпад Радянського Союзу та невдале місце (близько до поверхні підземні води, які затоплюють підвали) будівництво було припинено на високому рівні готовності проєкту. Також у місті діє Будинок дитячої творчості, учні якого беруть участь у різних масових заходах.
Влітку чимало культурних заходів проводяться на свіжому повітрі — літній сцені під стінами Теребовлянського замку. Ця місцина вже давно використовується для масових заходів. Раніше там проводили свої свята представники трьох громад міста: української, польської та єврейської. Українці влаштовували щороку 4-5 масових заходів, на які приїжджали мешканці і з навколишніх населених пунктів. Зокрема, проводилося Свято Української Пісні. Ці заходи були важливим джерелом наповнення бюджету українських організацій та гуртків: «Просвіта», «Рідна школа» та ін. 1937 року магістрат заборонив всім громадам використовувати замкову територію для своїх свят. Теребовлянський декан Степан Мохнацький дав у користування церковну землю на Зазамчу, територію якої мали вирівняти і перетворити на власну українську площу.
Вже традиційним для міста став регіональний фестиваль мистецтв «Забави у княжому місті», який вперше проведений як районний у 2009 році.
Краєзнавчий музей
Значним науковим, культурним і видавничим осередком міста й району є Теребовлянський краєзнавчий музей, що розпочав свою роботу 1999 року. Від часу його заснування директором закладу є Ігор Зінчишин. Ще до Другої світової війни у місті вже був «Музей Теребовлянський» («пол. Muzeum Trembowelskie»), організований в одній з будівель гімназії. Окрім нього був ще повітовий музей, який діяв у Монастирі кармелітів.

## Спорт

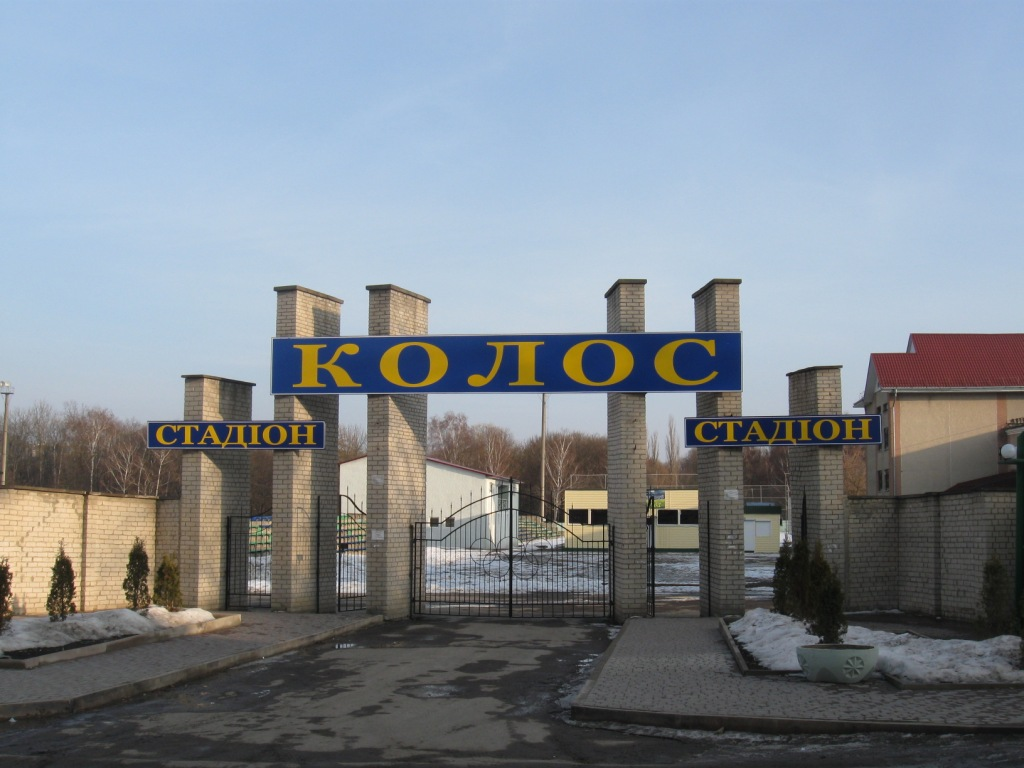
Вхід до стадіону «Колос»

Серед спортивної інфраструктури міста насамперед виділяється стадіон «Колос», розміщений на вулиці 22 Січня. До Другої світової війни на його місці вже існував польський стадіон (тоді це була вулиця Ридзи-Сміглого), збудований 1930 року на так званих Плянтах — незабудованій території на правому березі Гнізни, яка використовувалася в тому числі як пасовисько. До спортивної інфраструктури міжвоєнного періоду належали також веслярська пристань та спеціально-обладнана для плавання ділянка річки Гнізни поблизу Теребовлянської гімназії (вул. Валова).
Одразу після війни у місті було створено районний спортивний комітет на чолі з Юрієм Яремчуком. 1950 утворено Добровільне спортивне товариство «Колгоспник» на чолі з Володимиром Хвалибогою. Міський стадіон отримав свою нову назву — «Колгоспник». На межі 1940—1950-х років в місті існувала футбольна команда «Локомотив». Через кілька років її перейменували на «Кооператор». 1982 року розпочалася реконструкція міського стадіону, а тому команду перевели в село Лошнів і перейменували на «Нива». Після реконструкції команда повернулася на стадіон, який теж отримав нову назву — «Колос».
До 20-річчя Незалежності України стадіон «Колос» був реконструйований. До його комплексу входять футбольне поле з біговими доріжками, мале футбольне поле, волейбольний майданчик та спортивний зал.
1966 року в місті  заснована Теребовлянська дитячо-юнацька спортивна школа з секціями футболу, плавання, волейболу, боксу, вільної боротьби. Донині вона діє в колишній будівлі польського гімнастичного товариства «Сокіл». Також ще до кінця 1990-х років у спортивній школі був невеликий критий басейн на вулиці Івана Франка. Влітку працює відкритий басейн на Зазамчу. Його, як і стадіон, започаткували ще у міжвоєнний період — 1938 року. Тоді теребовлянський магістрат на потічку Пичинія збудував два відкриті басейни з пляжем та роздягальнями.

## Медицина
Від 1939 року, після приєднання Західної України до СРСР, створений Теребовлянський райздороввідділ. Тоді ж відкрита лікарня на 50 ліжок. Також у Теребовлі запрацювала амбулаторія. З усіх навколишніх лікарень лише в Теребовлянській проводилися хірургічні операції. 1944 року після звільнення міста було відновлено лікарню на 35 ліжок. 1950 року було створено Теребовлянське медичне училище, яке функціонувало лише до 1959 року, коли було переведене до Чорткова і приєднане до Чортківського медичного училища. 1958 року були ліквідовані райздороввідділи, а їхні функції взяли на себе районні лікарні. Цей процес відбувся майже синхронно з ліквідацією і приєднанням до Теребовлянського району Золотниківського, Микулинецького, Струсівського та Буданівського районів (1959—1962 роки). Теребовлянська районна лікарня стала центральною.
В місті діють наступні лікувальні заклади:
- Теребовлянська центральна районна комунальна лікарня — розташована в будинку колишньої польської школи для дівчаток та прибудованому корпусі (Адреса: вул. Січ. Стрільців, 25). Окремий корпус інфекційного відділення розташований поблизу дитячої поліклініки. Дитяче відділення Теребовлянської районної дитячої лікарні колись діяло в будівлі Центральної районної лікарні, проте згодом було перенесене в окремий корпус Відділення травматології (колишня будівля повітового уряду біля парку Шевченка).
- Теребовлянська районна поліклініка (триповерхова будівля на вул. Мазепи, 2) та Теребовлянська районна дитяча поліклініка(займає окремий одноповерховий корпус на вул. Січових Стрільців).
- Теребовлянський пологовий будинок та медична лабораторія розташовані в одній будівлі, яка ще у міжвоєнний період використовувалася за медичним призначенням (на перехресті вулиць Січових Стрільців та 22 Січня).
- Теребовлянська санітарно-епідеміологічна станція займає цілий комплекс будівель на вул. Застіноцькій. Поблизу неї є спеціалізований медичний заклад — Станція переливання крові. Триповерховий корпус станції був зведений на початку 1980-х років (вул. Навроцького, 2). Як наслідок проведення реформ у галузі служба надання швидкої медичної допомоги відокремлена від центральної районної лікарні як адміністративно (має обласне підпорядкування) так і фізично (Теребовлянська станція невідкладної допомоги розташавана у частині будівлі станції переливання крові).

## Архітектура і міська скульптура

### Пам'ятки архітектури та історія забудови міста

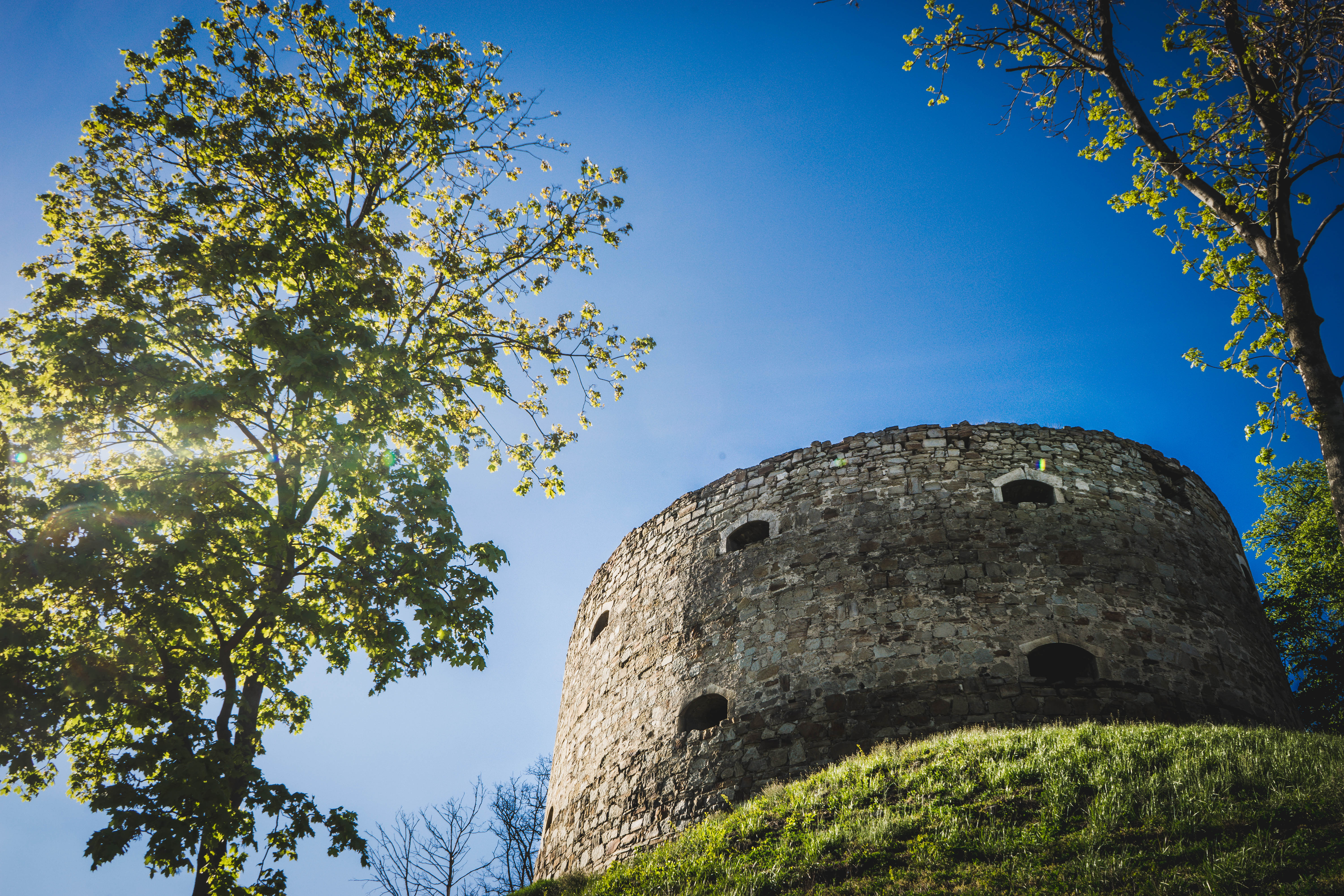
Руїни замку

Центральне місце в архітектурно-історичному комплексі Теребовлі займає Теребовлянський замок. Міститься він на Замковій горі на місці кількох давніших оборонних споруд, у тому числі ще княжих часів. 2011 року на цьому пагорбі проводилися археологічні розкопки. Було знайдено добре збережене житло слов'ян початку Х століття, що свідчить про те, що заселення міської території відбувалося набагато раніше, ніж перша літописна згадка під 1097 роком. Впродовж останніх десятиліть археологам вдалося встановити літописну локалізацію Теребовлі. Дитинець міста був саме на Замковій горі. Зокрема з тих часів збереглися 2 захисних вали, які кілька разів були зміцнені впродовж своєї столітньої історії. До них прилягали культові споруди Х століття, виявлені нещодавно археологами. Міський торгово-ремісничий посад та пристань розташовувалися нижче по течії Гнізни, там де вона впадає в річку Серет, поблизу сучасних сіл Семенів та Зеленче.
Історія Нового міста документально розпочинається 1415 року, коли привілей на його розбудову отримав Бартош Головацький, учасник Грюнвальдської битви. Проте археологічні дослідження останніх 10 років вказують на те, що у ХІІ—XIV століттях на лівому березні Гнізни вже існувало невелике село.

### Міська забудова та архітектура часів Польщі
Інформації про міську забудову до XVI століття майже немає, адже не збереглося ні згадок, ні самих пам'яток, які в ті часи здебільшого були дерев'яними. Вже у XVI ст. доступні короткі згадки і описи Теребовлянського замку. Зокрема, 1534 року теребовлянський староста Анджей Тенчинський відбудував замок. 1551 року була проведена люстрація, яка залишила детальний опис твердині. Саме у цій люстрації вказано, що кам'яний мур замку «залишався ще з Казимирового часу». На Підзамчу тоді ж розміщувався фільварок з пивоварнею. Також з вказаного періоду розпочинається історія багатьох кам'яних пам'яток, які збереглися до нашого часу.
1631 року було завершено будівництво нового замку під керівництвом місцевого старости Олександра Балабана. Наступного року була проведена люстрація, яка подає нам інформацію не лише про зовнішній вигляд замку, але й про внутрішню забудову, яка до наших часів не збереглася. Замок був потужною кам'яною оборонною спорудою: найбільша ширина — 38 м, найбільша довжина — 107 м, товщина стін у середньому — 4 м. Також було три вежі кругла головна та менші — шестибічна і чотирикутна. В середині замку був двоповерховий палац, 7 підвалів для зберігання припасів. Також у дворі замку була дуже глибока криниця, яка збереглася до сьогодні.
Станом на середину XVII століття місто переживало економічне піднесення. Паралельно з цим збільшувалася кількість населення, розбудова міста. Старе і Нове місто були оточені валом і парканом. Вхід у місто був через три брами: Кам'янецька, Галицька (Зубівська) та Львівська. Кам'янецька розміщувалася поблизу церкви св. Миколая, адже вали проходили якраз за її територією, майже по лінії сучасної залізничної колії. З Галицької брами виходив шлях до Галича, від якого отримала свою назву сучасна вулиця Галицька. Інша назва (Зубівська) вказує її прямування у напрямку села Зубів. Львівська брама стояла у північній частині міського валу, поблизу замку. Міські вали тягнулися від сучасного залізничного мосту по вулиці Валовій (тепер Залізнична), згодом повертали на захід до вулиці Широкої (сучасна Івана Мазепи) і прямували до Гнізни.
Оборонна церква Св. Миколи

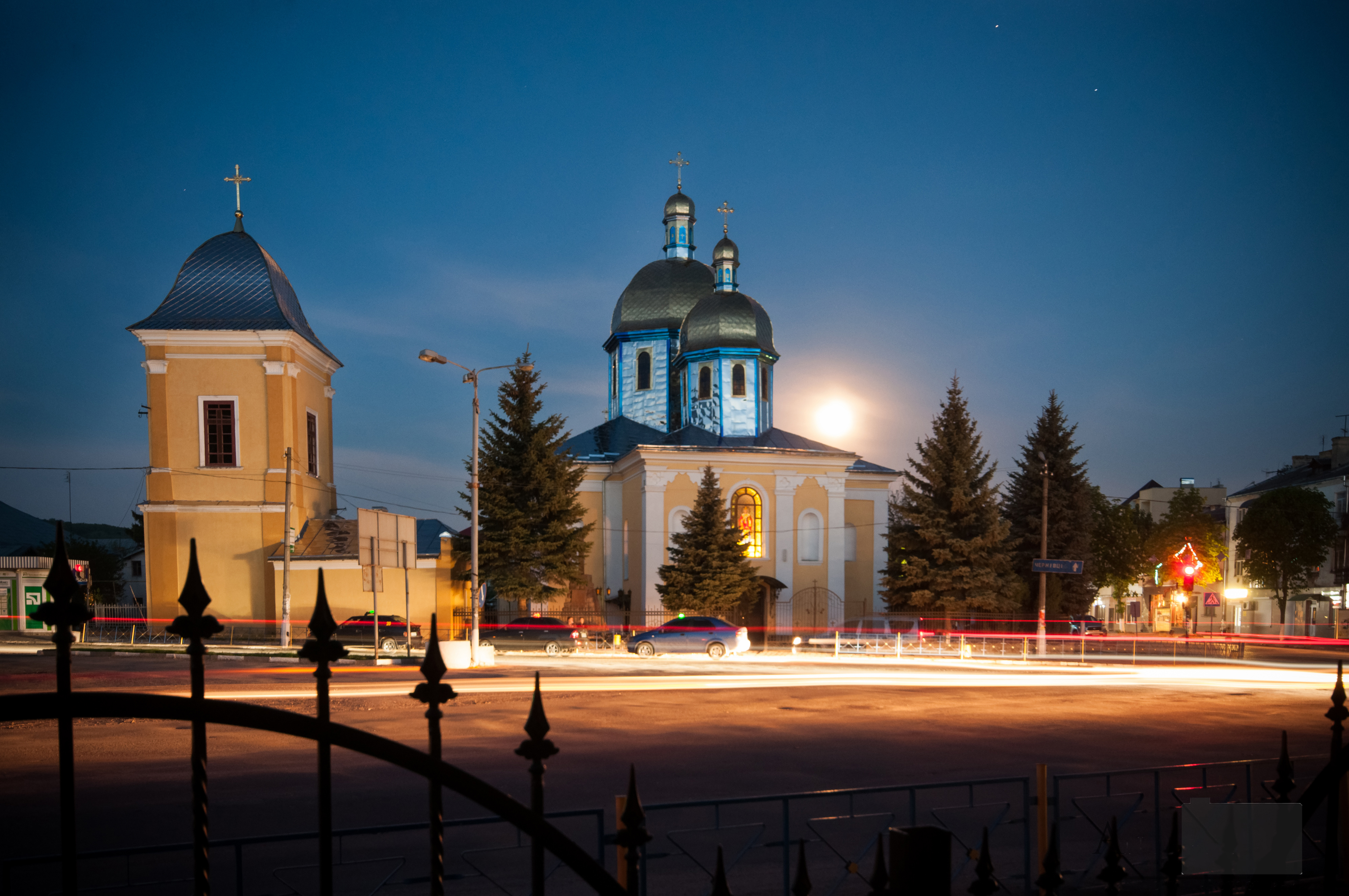
Церква св. Миколи із дзвіницею

У XVI столітті розпочинає свою історію і «Оборонна церква св. Миколи», яка в наш час належить одній з греко-католицьких парафій міста. Церква св. Миколи була збудована наприкінці XVI століття, трьохнефна в плані й мала оборонний характер. У 1735 році відбулася перебудова на кошти Теребовлянського пароха Антонія Римбали та за згодою митрополита Анастасія Шептицького. Було розібрано старий церковний портал і збудовано новий великий квадратної форми. Від початкового храму залишилась лише східна частина — пресвітерія з великим вівтарем. На південному фасаді зберігся замурований, строгих ренесансних форм портал. Церква після побудови не мала бань і була пристосована до оборони. Над апсидою розміщено спеціальний закритий бойовий ярус з бійницями. Тоді ж побудовано нову дзвіницю на сім дзвонів зі скарбницею. Навколо церкви простягався кам'яний мур, а вхід на церковне подвір'я був через браму, яка виходить на вулицю Шевченка. Давніше навколо церкви також розміщувалося кладовище. Вже відновлена церква була освячена 18 серпня 1784 року.
Поряд з церквою св. Миколая було збудовано лікарню (зведена за ініціативою о. Івана Залуцького), на місці якої згодом з'явилася двоповерхова кам'яниця, яку використовували як руську читальню, приватне житло, єврейську крамницю. У радянські часи в цій будівлі був горілчаний магазин. 1988 року кам'яницю було знесено через аварійність. До комплексу церковних будівель належать також парафіяльний будинок (будинок священика) та дім Товариства священиків ім. св. Петра і Павла, в якому тепер розміщений Теребовлянський районний військовий комісаріат.
У церкві св. Миколая зберігається копія  Теребовлянської Чудотворної Ікони Божої Матері. Оригінал зберігається у соборі Святого Юра у місті Львів.
Церква Покрови Пресвятої Богородиці (2011, УГКЦ)
Церква Зіслання Святого Духа (2009, УГКЦ)
Костел і монастир кармелітів

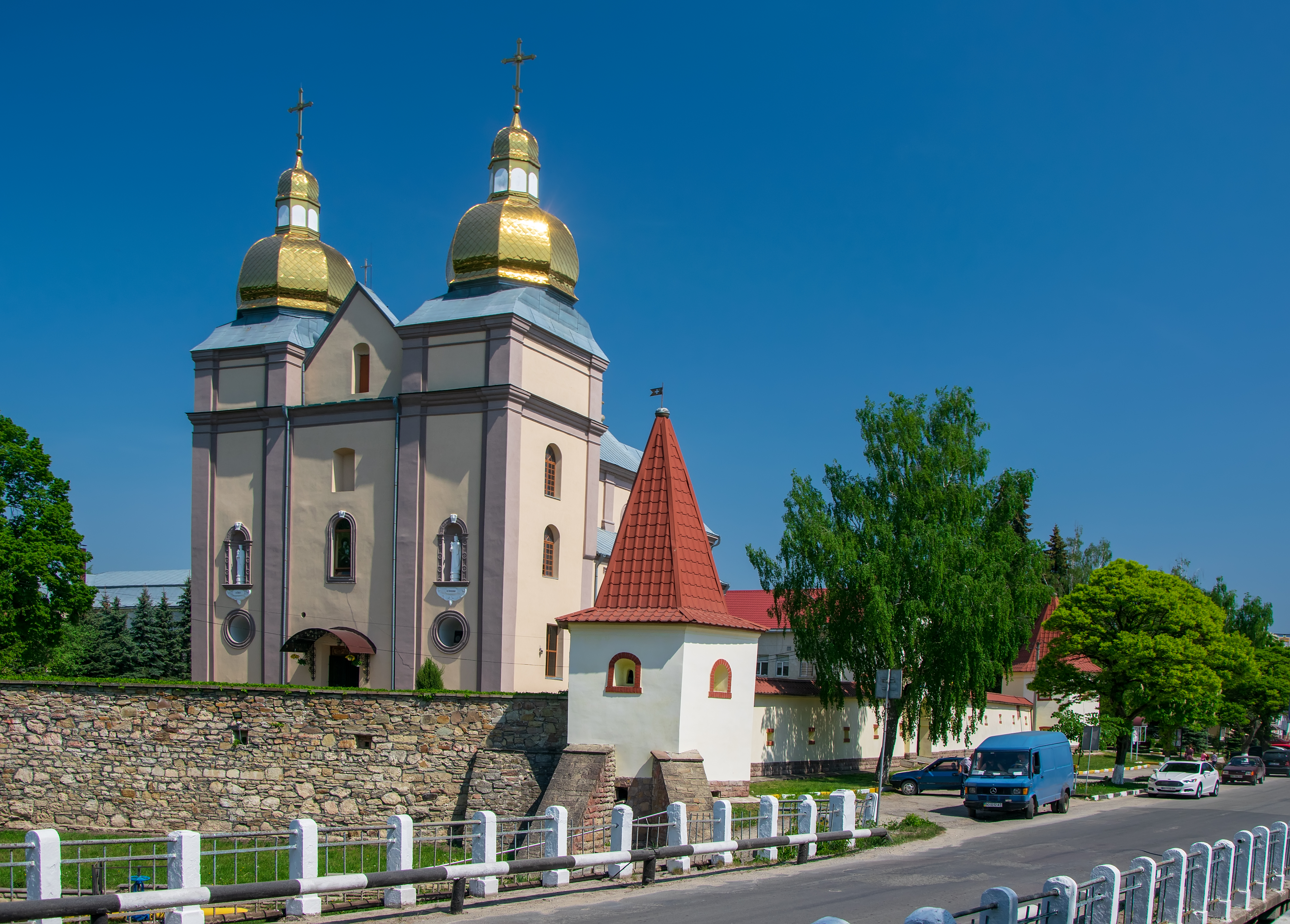
Костел Успіння

У XVII столітті розпочалася історія іншої помітної міської пам'ятки — монастиря і костелу кармелітів. 1617 року теребовлянський староста Пйотр Ожґа запросив до міста монахів-кармелітів; 1620 року подарував їм землю для будівництва костелу. З 1635 до 1640 років відбувалося будівництво мурованих будівель костелу і монастиря. Масштабний проект підтриманий фінансовою допомогою місцевих шляхтичів: 1624 року шляхтич Миколай Осинський подарував монастирю броварню, крамницю та житловий будинок поблизу Гнізни. 1635 року власник села Лошнів Адам Коморовський дав монахам 6 тисяч золотих. Приблизно тоді ж монастир отримав у своє володіння землі села Боричівка, якими користувався до приходу радянської влади.
Теребовлянський староста Стефан Потоцький був доброчинцем костелу оо. Кармелітів у Теребовлі (в захристії був його портрет)..
Польський дослідник Анджей Бєтлєй твердив, що у кляшторі був портрет теребовельського старости Міхала Францішека Потоцького..
Монастир був комплексом споруд оборонного типу. Складався з костелу Внебовзяття Пресвятої Діви Марії і двоповерхового комплексу келій. Територію монастиря оточують масивні стіни з чотирма наріжними, п‘ятикутними в плані, оборонними баштами. Дві башти стоять над річкою Гнізна. У зовнішніх стінах та в баштах розміщуються бійниці для стрільби з рушниць та мушкетів та гармат. Головний вхід на територію влаштовано в центральній частині південної стіни у вигляді проїзної арки. У XIX ст. над нею була добудована надбрамна триарочна дзвіниця. Костелу Внебовзяття Діви Марії в плані тринавний з прямокутною західною частиною. Зовнішнє оздоблення костелу доволі просте, без особливого декору. З південної та північної сторони споруджено по два контрфорси. З північної сторони костелу збудовані келії. Також були великі підземелля, у яких, зокрема, були захоронення духовенства та міської знаті.
У першій половині XX століття проводилась реставрація. В післявоєнні часи в монастирі була влаштована фабрика ялинкових прикрас. 1987 року у костелі трапилася велика пожежа. Невдовзі споруда була передана Українській автокефальній православній церкві. Після ремонту були встановлені два куполи на фасад храму. 1990 року у храмі відбулася перша літургія.
Підгорянський монастир

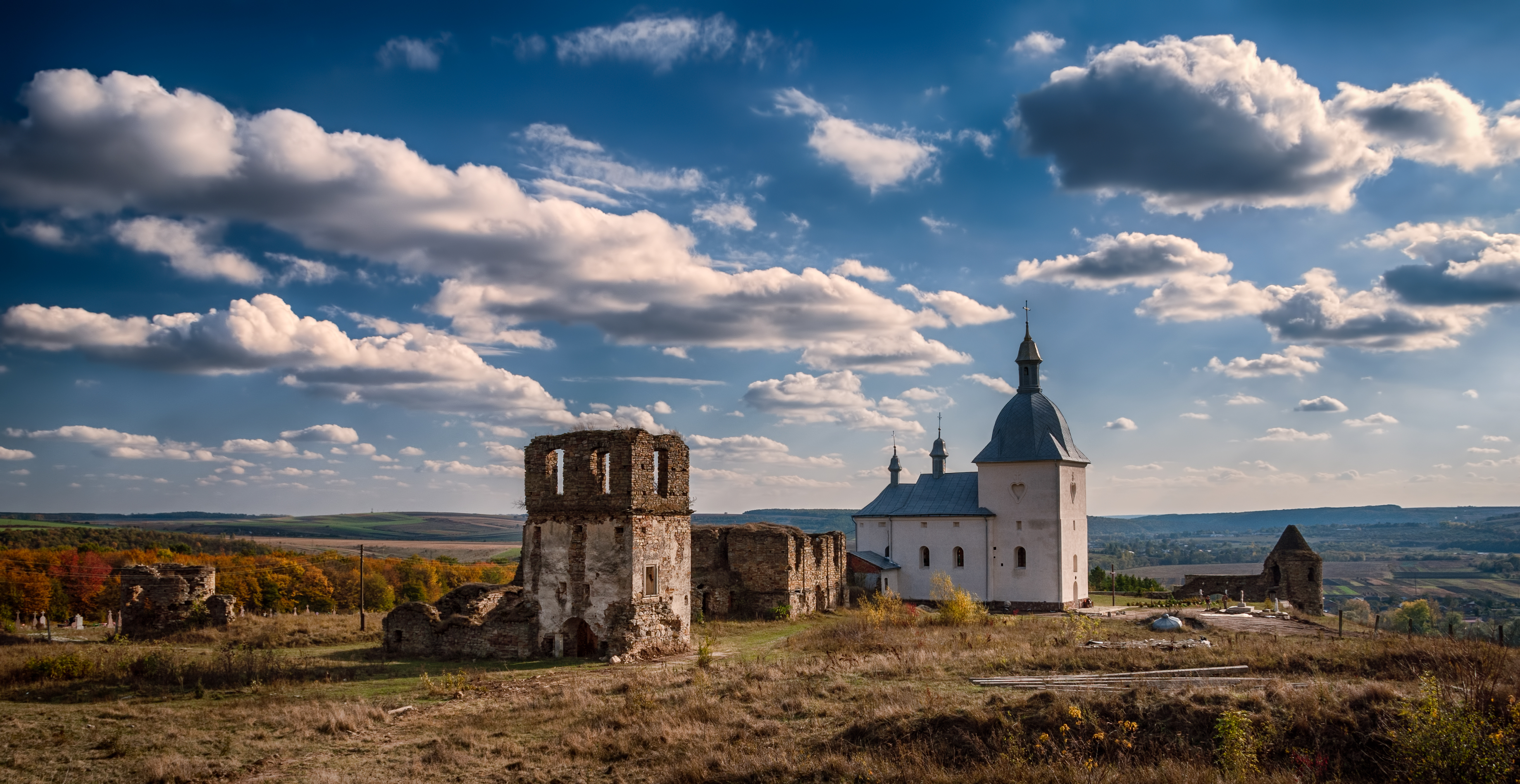
Підгорянський монастир. Попереду руїни келій та брами

(Підгорянський) Святопреображенський василіанський монастир побудовано на південь від Теребовлі поблизу села Підгора (у гирлі Гнізни до Серета), проте теж входить до історичного й архітектурного комплексу міста. В більшості офіційних документів монастир згадується саме як «Теребовлянський». За легендами заснування монастиря відбулося у XII—XIII століттях. Вважається, що до початку XVIII століття монастир був дерев'яним. Лише на початку XVIII століття відбувається перебудова і з'являються будівлі, які залишилася до нашого часу. Про це свідчить напис над одним з вікон брами з датою «Фундатор ігумен Діонісій 1716» та уривок з заповіту згаданого ігемена Діонісія: «Я, ієромонах, ігемен новоспорудженого мною монастиря Теребовельського». Територію монастиря, трапецієвидної у плані, оточували оборонні мури. Кути завершувались круглими двоярусними баштами з циліндричними склепіннями. У 1716 році було зведено головну вежу з в'їзною брамою. По лівій стороні від брами розташований комплекс келій. За ними стоїть Преображенська церква, повернута вівтарем на Схід. План храму походить з дерев'яної архітектури — тридільної (триверхової) церкви. Також є згадки про те, що на території монастиря також була ще одна дерев'яна церква та кладовище. 1789 року австрійський уряд закрив Підгорянський монастир. Деякий час його будівлі розбиралися жителями сусідніх сіл на будівельні матеріали. Від повного руйнування монастир врятований забороною розтягувати каміння та кількома консерваційними роботами. Монастирська церква відбудована в 1992 році, проте через брак історичних матеріалів у той час не було відомо про її справжній вигляд, тому замість трьох бань церкву зараз увінчана лише однією.

### Забудова XIX— початку XXстоліть
Серед забудови австрійського періоду насамперед виділяється Теребовлянська ратуша — двоповерхова будівля по вул. Шевченка. Збудована наприкінці XIX століття у класичному стилі. Вхідну групу завершує портик. Будівлю вінчає башта з механічним годинником-курантами, які відбивають кожну годину, а також кожні 15 хвилин.
До австрійського періоду також відноситься і будівля залізничного вокзалу, яка за більш ніж 100 років існування (ділянка залізниці через місто була відкрита 25 листопада 1896 року) майже не змінилася. Тоді ж розпочинається історія багатьох кам'яниць у центрі міста. По-перше, це Будинок гімнастичного товариства «Сокул». Теребовлянське гніздо польського «Сокула» від часу свого відкриття (1892) потребувало окремого приміщення, де б можна було проводити концерти, театральні вечори, зберігати бібліотеку. Урочисте відкриття «Сокульні» відбулося 1 червня 1905 року. За радянської влади (в 1950-х роках) тут був кінотеатр, згодом у будівлі розмістили дитячу спортивну школу.

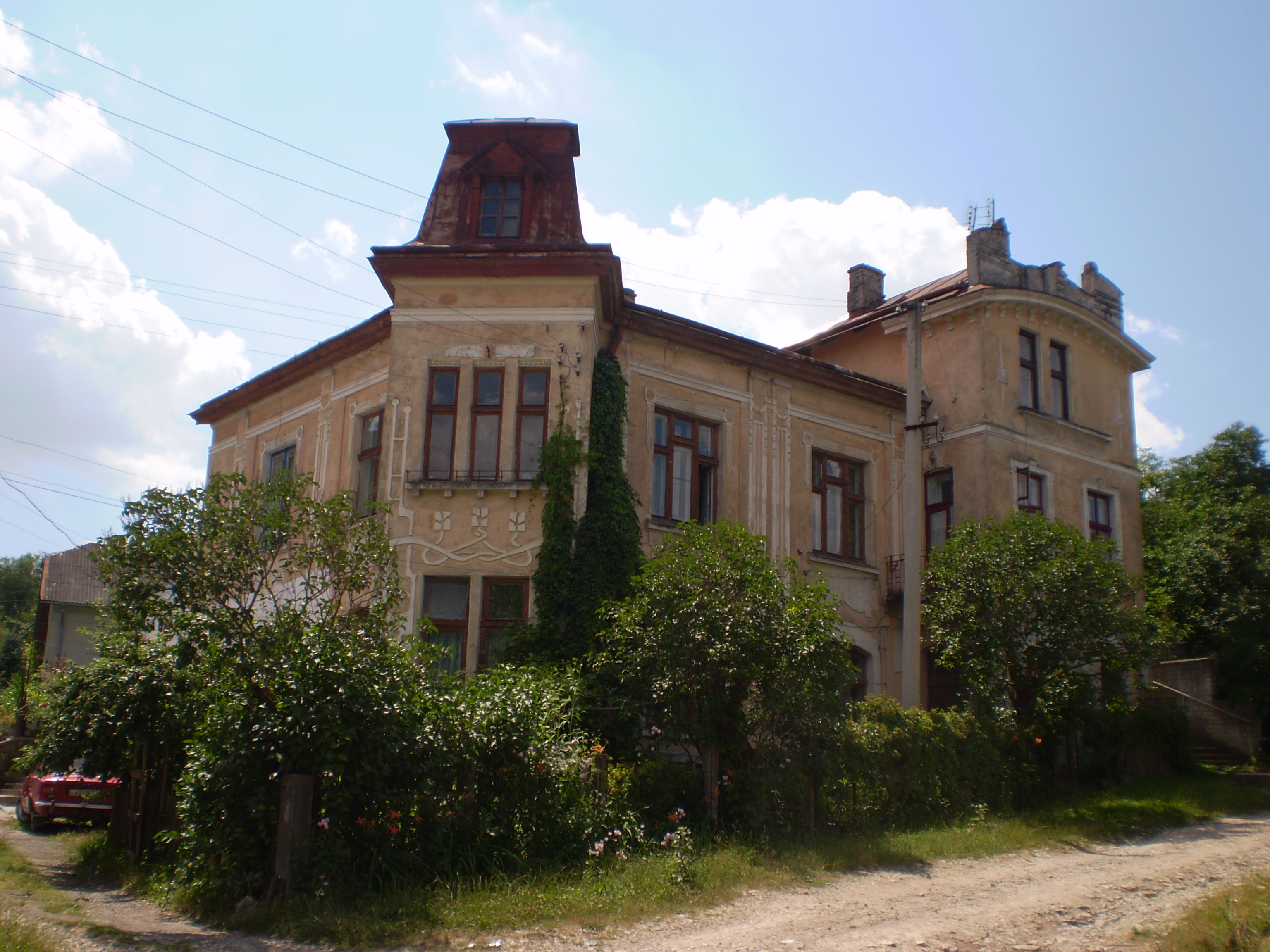
Маєток на вул. Родини Юрчаків,19

1907 року було збудовано Будинок «Рідної школи». Триповерхова будівля по вул. Князя Василька, 99 стоїть у центральній частині міста. Керував будівництвом Яків Козак. Будівництво цього закладу — головна заслуга директора української комунальної каси Т. Томашевського. Кошти на будівництво були отримані від каси «Поміч».
Біля площі Шевченка зберігся будинок друкарні Геллєса (кін. XIX ст.), а на Зазамчу — будинок теребовлянської пошти (1862 рік, тепер приватний будинок). Тоді ж з'явилося багато кам'яниць заможних міщан. Найкращі зразки можна побачити на вулиці Родини Юрчаків: будинок архітектора Геваніцького (№ 4), сусідній будинок № 4 (теж проект Геваніцького), кількаповерховий будинок архітектора Закржевського (№ 19) та двоповерховий № 9 під Покрівкою (1912 року, про що свідчить дата на фасаді).
У польський період було збудовано повітове староство (тепер дитяча лікарня) та 2 корпуси лікарні (1935 року, про що свідчить тогочасна пам'ятна таблиця на стіні), які в 1970-ті були з'єднані між собою. Тепер там розміщуються лабораторія та пологовий будинок.

#### Парафіяльний костел св. Петра і Павла

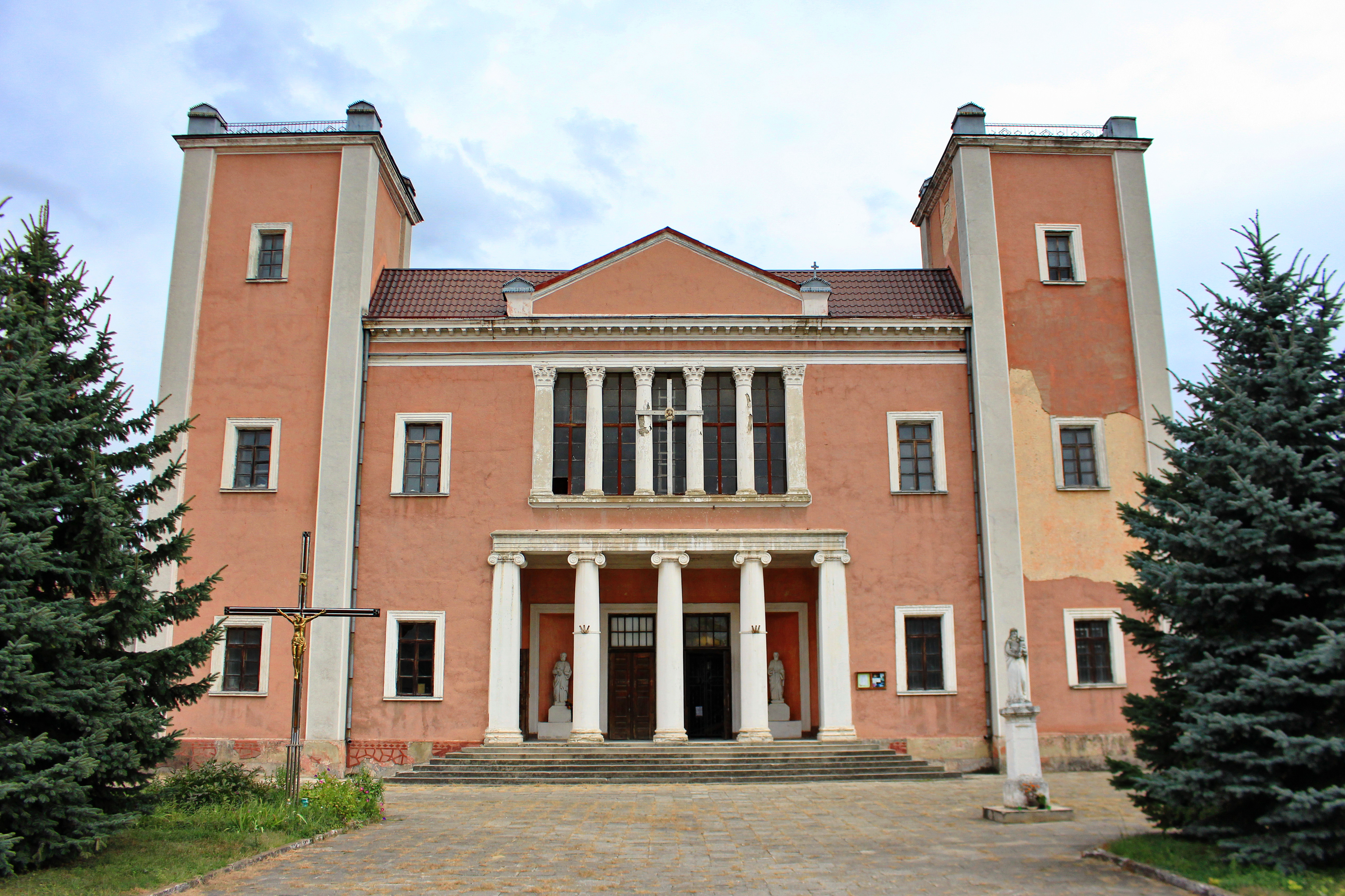
Парафіяльний костел св. Петра і Павла

Найпомітніше місце серед польської забудови міжвоєнного періоду займає Парафіяльний костел св. Петра і Павла зведений у 1924—1928 роках. Починаючи з 1810 року, у місті не було парафіяльного католицького храму, адже старий дерев'яний костел згорів. Тому парафіяни з Теребовлі та навколишніх сіл користувалися храмом монастиря кармелітів. Ще перед Першою світовою війною були плани побудови нового парафіяльного храму, проте військові дії перешкодили планам. Вже після війни на викупленій у єврейської громади ділянці розпочалося будівництво нового храму. Теребовлянський парафіяльний костел став першим у Польщі храмом у стилі римських базилік раннього християнства. Архітектором храму був Адольф Шишко-Богуш, котрий після Другої світової війни займався відновленням краківського Вавелю. З 1956 до початку 1990-х храм виконував функції будинку культури, а потім переданий місцевій католицькій громаді.

### Пам'ятники
У Теребовлі встановлено близько півтора десятка зразків міської скульптури — пам'ятників, погрудь та пам'ятних знаків. Теребовлянські пам'ятники відносяться (за часом їх встановлення) переважно до періоду незалежності України (від 1991 року). Також налічується близько десятка пам'ятників, які були демонтовані в різні часи через зміну політичної ситуації.
Найбільш примітні пам'ятники: Теребовлянському князеві Васильку, Тарасу Шевченку. Також встановлені погруддя Степану Бандері, Іванові Франку. Також існує група пам'ятників, які присвячені визвольній боротьбі та жертвам репресій: меморіал Воїнів УПА-ОУН, пам'ятний хрест Воїнам УГА, пам'ятник Закатованим студентам Теребовлянської гімназії, меморіальна таблиця закатованим у Теребовлянському НКВД та інші.

Пам'ятник Тарасові Шевченку
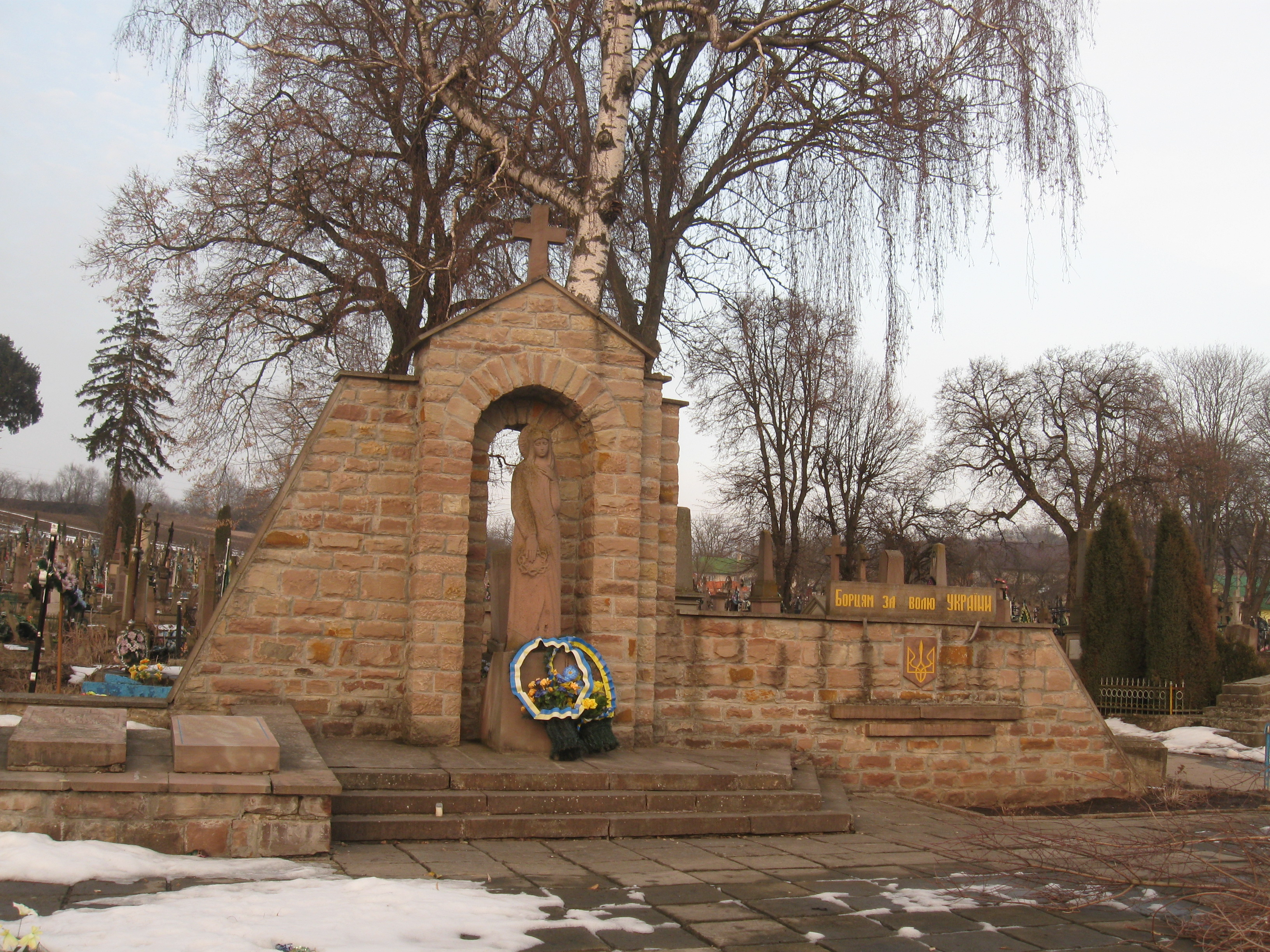
Пам'ятник Борцям за волю України
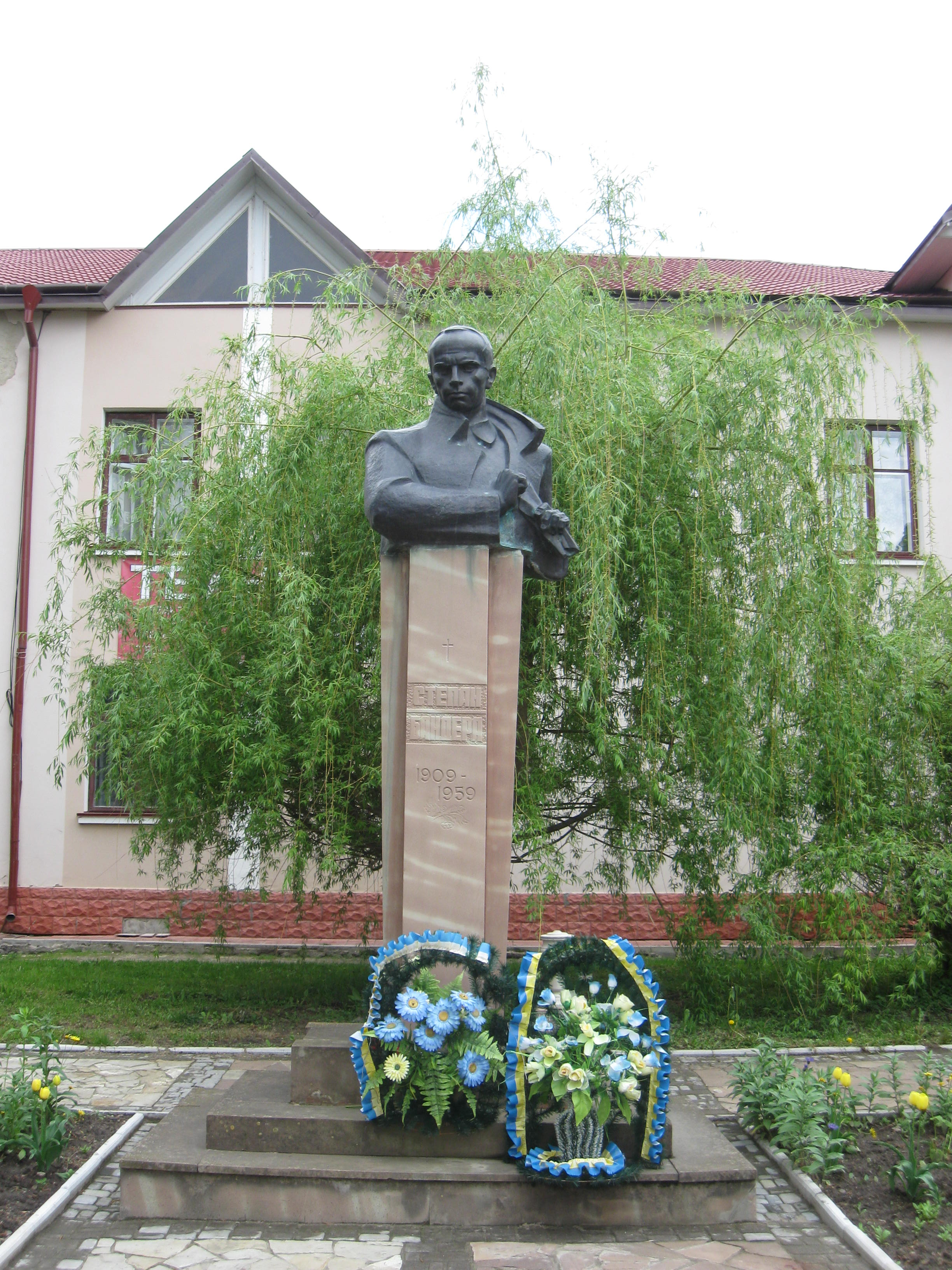
Пам'ятник Степанові Бандері
Пам'ятник Іванові Франку

## Пам'ятки природи
На Замковій горі позаду фортеці є ботанічна пам'ятка природи місцевого значення — 80-річний бір чорної сосни, внесений до природоохоронних територій 1977 року під назвою «Сосна чорна теребовлянська». Площа бору — 5 га. Перебуває у віданні Теребовлянського комбінату комунальних підприємств. Місцевість поблизу бору є популярною рекреаційною зоною. Також навколо Теребовлі розміщені інші охоронні території місцевого значення: Теребовлянська бучина (№ 1 та № 2), Теребовлянська дубина, Сосна чорна теребовлянська, Підгорянський ботанічний заказник.

## Мікротопоніми та урбаноніми
В алфавітному порядку
- Волиця — розкинулась у південно-східній частині міста, межує з селом Плебанівка. Ще до Другої світової війни це було окреме село з населенням близько 300 осіб.
- Вишнева гора — розташована серед полів у напрямку хутора Піддубина біля села Боричівка. За легендою отримала свою назву від того, що земля колись стала вишневою від якоїсь кровопролитної битви.
- Грабина — назва походить від маленької ділянки грабового лісу, яку називають Стінка.
- Дзюбаччина — те саме, що Зап'ятнички, Зазамче, Попівщина
- під Дубиною — біля Дубової гори, яка розташована поблизу села Боричівка. Ще до Другої світової гора була вкрита старими дубами. Проте згодом ліс вирізаний німцями та вивезений. Проте згадка про Дубову гору збереглася у назві хутора Піддубина.
- Зазамче, за Замком — частина міста, розташована по іншу сторону замку, ніж решта Старого місто. Дала назву вулиці Зазамче. Інша назва — Зап'ятнички[112].
- Зап'ятнички (Зазамче, Попівщина, Дзюбаччина) — один з варіантів назви цієї території від церкви св. П'ятниць, яка там була кілька сотень років тому. В міжвоєнний період розкопаний фундамент цієї церкви.
- від Зеленча — частина міста зі сторони села Зеленче.
- Загаї — новобудована частина Садів, «за гаями» на межі поселення.
- за Касарнями — частина міста за казармами (касарнями), які були розташовані за Плянтами в напрямку Зеленча.
- Каменоломи — кам'яний кар'єр у селі Застіноче.
- від Кровінки — частина міста при дорозі на Тернопіль, у напрямку села Кровинка.
- Ксенжа/Княжа гора — пагорб між Замковою горою та Покрівкою. Саме на ньому розпочинаються Садики, або Княжі Садки.
- Княжа долина — долина серед полів за Садами, поблизу траси до Сатанова.
- Королюха — була частиною королівських земель. Простягається від Теребовлянського кладовища до Садівської школи (Теребовлянська загальноосвітня школа № 3).
- Лошнівська гора — гора на лівому березі Гнізни, на північ від міста. Височіє в напрямку Лошнова, який розташований якраз за нею. Через це й отримала свою назву.
- На Монастирі — на погорбі біля Підгірянського монастиря.
- Нове місто — частина міста на лівому березі Гнізни, яка була розбудована за королівським привілеєм Бартошу з Теребовлі, котрий брав участь у Грюнвальдській битві.
- Підгора — під Монастирем, тобто пагорбом, на якому стоїть Підгорянський монастир.
- Підзамче — частина Старого міста під замковою горою. Дала назву вулиці Підзамче.
- Плянти — частина міста на правому березі Гнізки, трохи південніше забудови Старого міста. До радянських часів пустувала і використовувалася в тому числі як пасовисько. Тепер на території Плянт діє міський ринок, стадіон, парк «Молодіжний» та кілька вулиць.
- Покрівка — пагорб навпроти Замкової гори, праворуч від Княжої.
- Попівщина, або Зап'ятнички — узгіря на Зазамчу, між Замковою і Княжою горами. На тому місті колись була церква св. Параскеви-П'ятниці, що підтверджено й археологічними розкопками. Також ймовірно, що там був монастир[113]. Назва церкви і використанні території створили обидва мікротопоніми.
- Потоки — розташовані в нижній частині Садів, порізані ярами, в яких течуть потічки, притоки потоку Королюха (притока Гнізни).
- Попівщина — те саме, що Зап'ятнички. Земля тут належала церкві св. Миколая ще до міжвоєнного періоду. Це і створило один з варіантів назви.
- коло Райшулі,
- Раковиця — північно-східне передмістя Теребовлі. Розпочинається від залізничного мосту за залізничним полотном і тягнеться на схід і північний-схід у напрямку Лошнева та теребовлянських піль. З півночі обмежене річкою Гнізною, а з півдня — вул. Шевченка. Також таку назву мала одна з вулиць цього передмістя[85].
- Великі Сади — займають майже половину площі Теребовлі. Вся місцевість покрита фруктовими садками, що й дало їй назву.
- Садики — колись теж передмістя Теребовлі, менший варіант Садів, на пагорбах протилежного берегу Гнізни. У "Географічному словнику Королівства Польськоговказана назва Сади Князя (пол. Sady Księże)[114]. Частково стоїть на Княжій горі.
- При Скалацкі дорозі — центральна вулиця Садів колись називалася Скалатською (дорога на Скалат). Звідси назва частини міста при цій вулиці (дорозі)
- Стависька (Ставки, За Ставками) — на північ від Теребовлі, поблизу Кровінки, в давніші часи загачували річку Гнізна, утворюючи великі ставки, які мали як господарське, так і захисне значення. Саме з ними пов'язані вказані мікротопоніми.
- Старе місто — найстаріша частина міста, розташована біля Замкової гори, на правому березі річки Гнізни.
- Стінка — місцевість поблизу ділянки лісу на лівому березі Гнізни на північ від Теребовлі. Ця частина Теребовля згадується у Географічному словнику Королівства Польського. Зокрема вказано, що Стінка — це група будинків у Теребовлі[115].
- Торговиця — місце торгу, яке розташоване за мостом у напрямку Тернополя.
- коло Цегольні — місцевість біля цегельного заводу, на краю Теребовлянського лісу, північна частина міста.

### Вулиці Теребовлі
Вулиці Теребовлі, назви яких змінювалися впродовж XX століття.
| №  | Радянська назва                             | Теперішня назва         | Довоєнна назва |
| -- | ------------------------------------------- | ----------------------- | --- |
| 1  | вул. Байдукова                              | вул. М.Грушевського     | вул. Щепанських |
| 2  | вул. Будьонного                             | вул. С.Наливайка        | вул. Красінського |
| 3  | вул. Василька                               | провул. Князя Василька  | |
| 4  | вул. Ворошилова                             | вул. Зазамче            | вул. Зазамче+вул. Головацького |
| 5  | вул. Галана                                 | вул. Ф. Маковського     | |
| 6  | вул. Залізнична                             | вул. Залізнична         | вул. Валова |
| 7  | вул. Горького                               | вул. Стрімка            | вул. Стрімка |
| 8  | вул. Дзержинського                          | вул. М.Бойчука          | |
| 9  | вул. Жовтнева                               | вул. Й.Гірняка          | |
| 10 | вул. Калініна                               | вул. М. Крушельницького | |
| 11 | вул. Комарова                               | вул. П. Орлика          | |
| 12 | вул. Комсомольська                          | вул. Ю. Миколаєнко      | |
| 13 | парк «Комсомольський»                       | парк «Молодіжний»       | |
| 14 | вул. Котовського                            | вул. Г. Коссака         | |
| 15 | вул. Миру                                   | вул. Миру               | вул. Зелена |
| 16 | вул. Леніна                                 | вул. Князя Василька     | вул. С.Хшановської (від повороту на Шевченка до виїзду на Чернівці), Івашкевича (від річки до повороту на вул. Шевченка) та Тернопільська (зі сторони Тернополя до річки). |
| 17 | пл. Леніна                                  | пл. Т. Шевченка         | пл. Пілсудського |
| 18 | вул. Ломоносова                             | вул. В. Щурата          | |
| 19 | вул. Островського                           | вул. В. Гжицького       | частина вул. Легіонів |
| 20 | вул. 1 Травня                               | вул. І. Мазепи          | вул. 3 Травня+Широка |
| 21 | вул. Піонерська                             | вул. М. Паращука        | |
| 22 | вул. Підзамче                               | вул. Підзамче           | вул. Підзамче |
| 23 | вул. Радянська                              | вул. Покрівка           | вул. Під Покрівкою |
| 24 | вул. Сакко                                  | вул. Родини Юрчаків     | частина вул. Легіонів |
| 25 | вул. 17 Вересня                             | вул. 22 Січня           | вул. Ридза Шміґли |
| 26 | вул. Суворова                               | вул. Е. Мандичевського  | |
| 27 | вул. Тухачевського                          | вул. В. Навроцького     | |
| 28 | вул. Чапаєва                                | вул. Г. Хоткевича       | |
| 29 | вул. Червоноармійська                       | вул. Січових Стрільців  | вул. Яна Собеського |
| 30 | вул. 60-річчя Жовтня                        | вул. М. Зарицького      | |
| 31 | вул. Щорса                                  | вул. О. Довбуша         | вул. Глуха |
| 32 | вул. Шевченка                               | вул. Шевченка           | вул. Шевченка разом зі Скалатською та площею Міцкевича |
| 33 | вул. Привокзальна                           | вул. Привокзальна       | вул. Колійова |
| 34 | вул. Шишкіна                                | вул. Небесної Сотні     | вул. Плянти |
| 35 | вул. Івана Франка (до 1954 вул. Млинарська) | вул. Івана Франка       | вул. Ґезла |
| 36 | вул Садики                                  | вул Садики              | вул. Княжегірська |

## Відомі люди

### Народилися
- Андрейко Юрій (1899 — 13 квітня 1975, м. Нью-Йорк, США) — лікар, громадський діяч;
- Александрович Олександр — український дипломат. Надзвичайний і Повноважний Посол України в Сербії.
- Бачинський Сергій — український діяч культури, літератор, композитор-аматор.
- Валь (Сніцаренко) Ірина — поетеса, авторка збірок «П'янкі джерела» (2003), «Тримаю сонце у долонях» та «Срібні роси» (обидві — 2004);
- Гдаль Володимир (20 червня 1954) — поет, медик, доцент кафедри терапії Національного медичної академії післядипломної освіти імені П. Л. Шупика, кандидат медичних наук, автор близько 40 наукових публікацій. Автор поетичних збірок «Над Теребовлею дощі» (1992), «Калина на рові» (1995), «В інтимних куточках твоєї душі» (2011) та «Гаряча осені палітра» (2018)[116];
- Губ'як Дмитро (18 березня 1982) — український бандурист-вокаліст, композитор, заслужений артист України (2009).
- Дідух Анна (24 січня 1922) — художниця, діяч культури, член Об'єднання Мистців Українців в Америці (ОМУА, філія в Нью-Йорку). Постійна учасниця виставок ОМУА і «Союзу українок» Америки, авторка краєвидів, натюрмортів, портретів, виконаних здебільшого в техніці олії[117];
- Дунець Василь (28 листопада 1948) — автор і виконавець пісень, почесний дорожник України (2003);
- Кіцила Юрій (8 лютого 1956) — композитор, педагог, заслужений діяч мистецтв України;
- Кульчицький Олег (9 березня 1958) — музикант, заслужений артист України (1997);
- Лех Володимир (30 квітня 1984) — телеведучий, журналіст, директор Державного підприємства "Парламентський телеканал «Рада», член Національної Спілки журналістів України;
- Ляхович Ярина (2 жовтня 1942) — українська художниця в діаспорі. Член Об'єднання мистців Вікторії та Спілки українських образотворчих мистців Австралії;
- Миколаєнко Юлія (19 березня 1865 — 22 квітня 1899) — театральна актриса;
- Павлік Віктор (31 грудня 1965) — український співак, заслужений артист України;
- Пасічник Наталія (3 липня 1984) — українська поетеса, перекладач, член Національної спілки письменників України, переможниця конкурсу «Коронація слова»[118].
- Петрів Сергій Богданович (1996—2024) — молодший сержант Збройних сил України, учасник російсько-української війни.
- Снітовський Олег (12 лютого 1955) — журналіст, публіцист;
- Юрчакова Ганна (22 грудня 1879 — 6 липня 1965) — українська драматична акторка;
- композитори, диригенти, естрадні співаки, музичні виконавці — В. Малієвич, П. Оленчик;
- актори і театральні діячі — Ю. Малієвич-Шустакевич;
- вчені — Й. Дрінь, І. Жуков[119], М. Кргоун, З. Стефанкевич, І. Яцків, М. Гребеник.

Уродженці колишньої польської громади:
- Бєскі Єжи (1930) — польський художник;
- Вирозумський Єжи Леслав (7 березня 1930) — польський історик епохи Середньовіччя, професор (колись Яґеллонського університету), секретар Польської академії знань, член Центральної комісії у справах ступенів і титулів;
- Єловіцький Євстахій — католицький релігійний діяч;
- Єндрика Йоанна (1 січня 1940) — польська актора кіно та театру;
- Клеєберг Юліуш (1890—1970) — ротмістр кавалерії Австро-Угорщини, генерал Війська Польського, військовий аташе у Парижі (1939—1940), шеф військової делегації Польської республіки при штабі союзницьких військ. Брат відомого польського генерала, героя Вересневої кампанії, Францішка Клеєберга.
- Пулавський Ян (1924—2003) — генерал Війська Польського;

Уродженці колишньої єврейської громади міста:
- художниця Кальскі Софія (1933), змогла врятуватися від загибелі у Теребовлянському гетто. Серед робіт є картини присвячені Голокосту, зокрема у Теребовлі[120];
- Лакс Міна (1907—1993) — австрійська письменниця, педагог та германіст[121].

### Пов'язані з містом
- Дурбак Іван — український журналіст, громадський діяч. Діяч УВО, дійсний член НТШ.[122]
- Генрик з Теребовлі — купив у Петра Штехера будинок навпроти Латинського катедрального собору Львова.

#### Перебували
- письменники Степан Будний, Олена Кисілевська, Роман Лубківський, Петро Осадчук, Дмитро Павличко та інші.

#### Працювали
- майстри декоративного мистецтва М. і С. Борачки, М. Брездень, П. Ткачук,
- краєзнавець Г. Кушнерик,
- скульптор Ян Бохенек
- військовий лікар Тещук Віктор Йосипович — Заслужений лікар України, кандидат медичних наук, доцент, Doctor of Sciences, доктор філософії, магістр державного управління, лікар-невролог вищої кваліфікаційної категорії, начальник ангіоневрологічного відділення клініки нейрохірургії і неврології Військово-медичного клінічного центру Південного регіону України (м. Одеса), полковник медичної служби, учасник АТО. .

### Почесні громадяни міста
- Ярослав Борковський — відповідальний секретар координаційної ради Спілки політв'язнів і репресованих;
- Богдан Легенький — уродженець села Зубів, випускник Теребовлянської торговельної школи, згодом бізнесмен в еміграції (Канада). Місцевий меценат;
- Степан Мохнацький — декан Теребовлянського деканату УГКЦ;
- Остап Пасіка — народний майстер, різьбяр по дереву. У Теребовлянському краєзнавчому музеї діє постійна експозиція дереворитів майстра (117 робіт).
- граф Єжи Баворовський (1870, Острів — 1933, Львів) — парламентар, дідич, почесний громадянин Будзанова.[123]

## Міста-побратими
- Клодзко, Польща
- Любачів, Польща
- Пон-дю-Шато, Франція

### Художні твори
- «Василько Ростиславич» (1923) — роман Володимира Бірчака, літературознавця та письменника, автора кількох історичних романів та повістей. У романі «Василько Ростиславич» розповідається про теребовлянського князя Василька, його осліплення на Любецькому з'їзді та інші події 1097—1098 років. Теребовля є одним з основних місць оповіді[125].
- «Теребовля» (пол. Trembowla) — історична повість відомої польської письменниці Зофії Коссак-Щуцької. У цьому творі розповідається про оборону Теребовлі 1675 року та героїню тих подій — Зофію Хшановську.
- «Марево духу» (2005) та «Аристократи духу» (2008) — дві книги української письменниці Наталки Михно. Перша книга описує давню історію Теребовлі. Друга — частково автобіографічна (авторка довго працювала в Теребовлі). Також зачіпає тему історії Теребовлі, її легенд[126].
- «Скарби твого міста» — книга з серії «Мандрівка Україною» авторства Наталки Михно. У художньому стилі описано легенди міста стосовно різних подій та персонажів його історії[127][128].

### Краєзнавчі та наукові публікації
- «Теребовля» — нарис Ігоря Ґерети, відомого краєзнавця Тернопільщини.
- «Теребовлянський замок» — книжка українського краєзнавця Миколи Ковальчука.
- «Тут оживає минуле» — книга Мирослава Смалиги.
- «Історія міст і сіл Теребовлянщини» (1997) — колективна праця істориків-краєзнавців Теребовлянщини
- «Теребовлянщина: Краєзнавчий альманах-календар» (2001) — альманах-календар, присвячений 900-літтю Теребовлі (1997 рік), але виданий лише 2001 року.
- «Мандрівка по Теребовлі й Теребовлянщині» (1998) — історичний нарис-путівник, написаний місцевими краєзнавцями Л. Городиським та І. Зінчишином.
- «Теребовлянщина в спогадах емігрантів» — збірник спогадів теребовлянських мігрантів про рідне місто.
- «Шлях до волі» — нариси національно-визвольної боротьби на Теребовлянщині, автор Василь Буртник. У книзі зібрано значну кількість ілюстративного матеріалу та спогадів учасників підпілля.
- Історичними ослідженнями Теребовлі також займалися: Лев Чачковський (1940-ві), Ігор Свєшніков (1956)[129], Павло Раппопорт (1960-ті)[130], Борис Тимощук (1984, 1986)[131], Марина Ягодинська (1984, 1986-1988, 2002)[132], Роман Миська (2004–2005)[133][134] та інші.

## Цікаво знати
- На честь міста названо кілька вулиць: вулиця Трембовельська (пол. Trembowelska) у Варшаві[135], вул. Теребовельська у Чернівцях[136] та Теребовлянська у Львові (колись Теребовельська[137])[138].
- У канадському штаті Манітоба є населений пункт Трембовля (англ. Trembowla)[139], утворений українськими мігрантами з Теребовлі на межі XIX-ХХ ст[140].

## Галерея

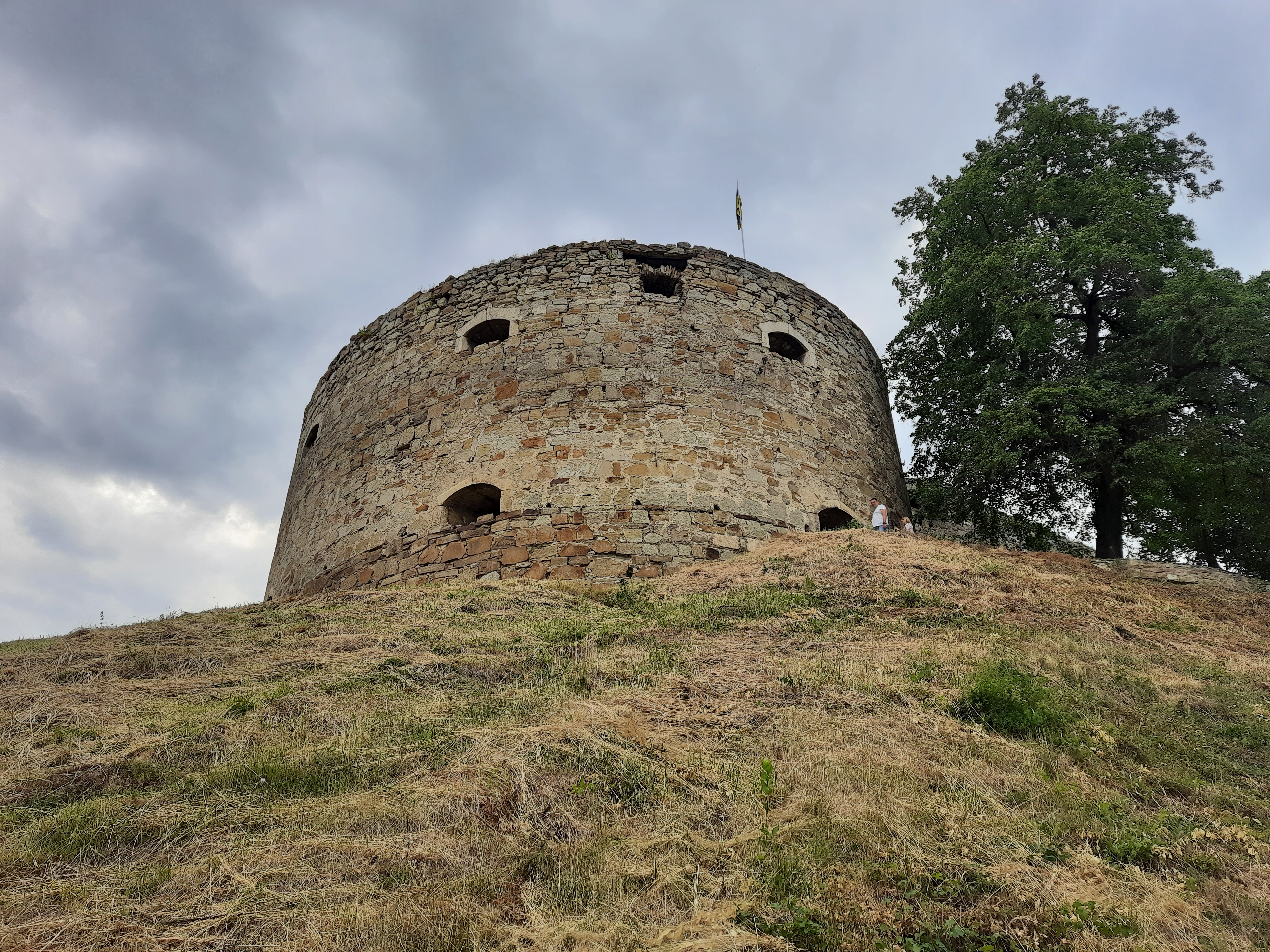
Теребовлянський замок
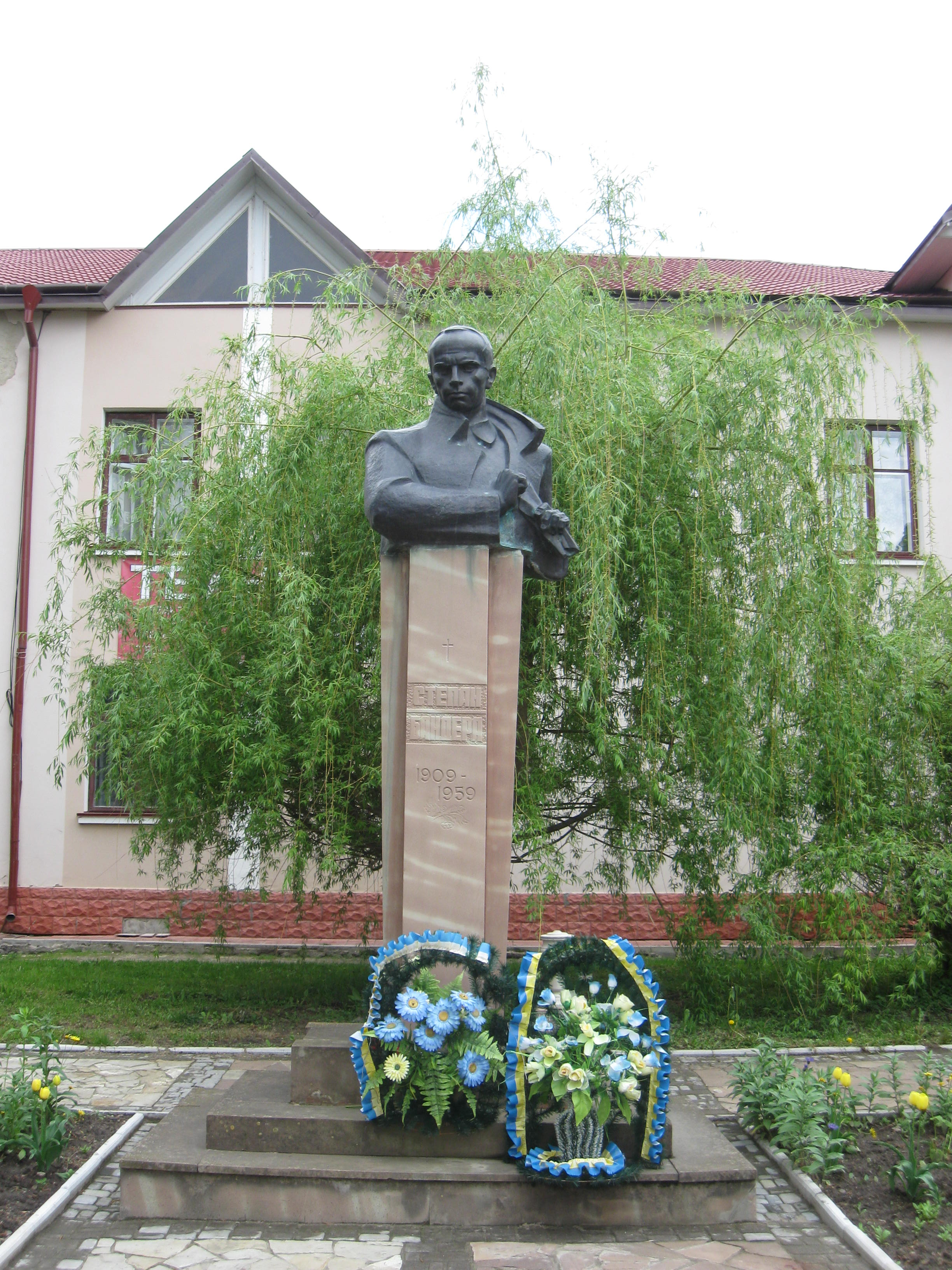
Погруддя Степана Бандери в Теребовлі
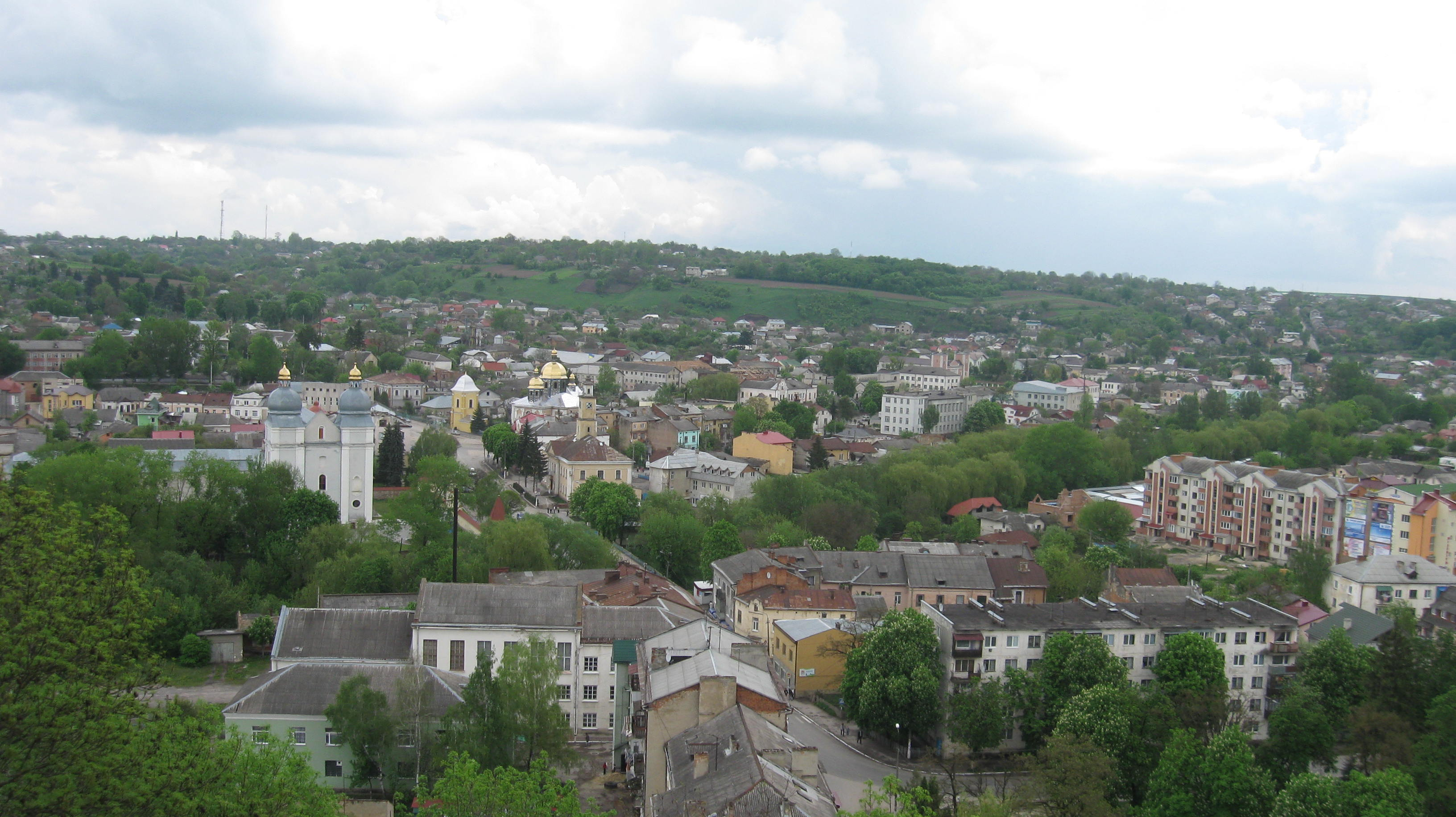
Панорама Теребовлі з Замкової гори
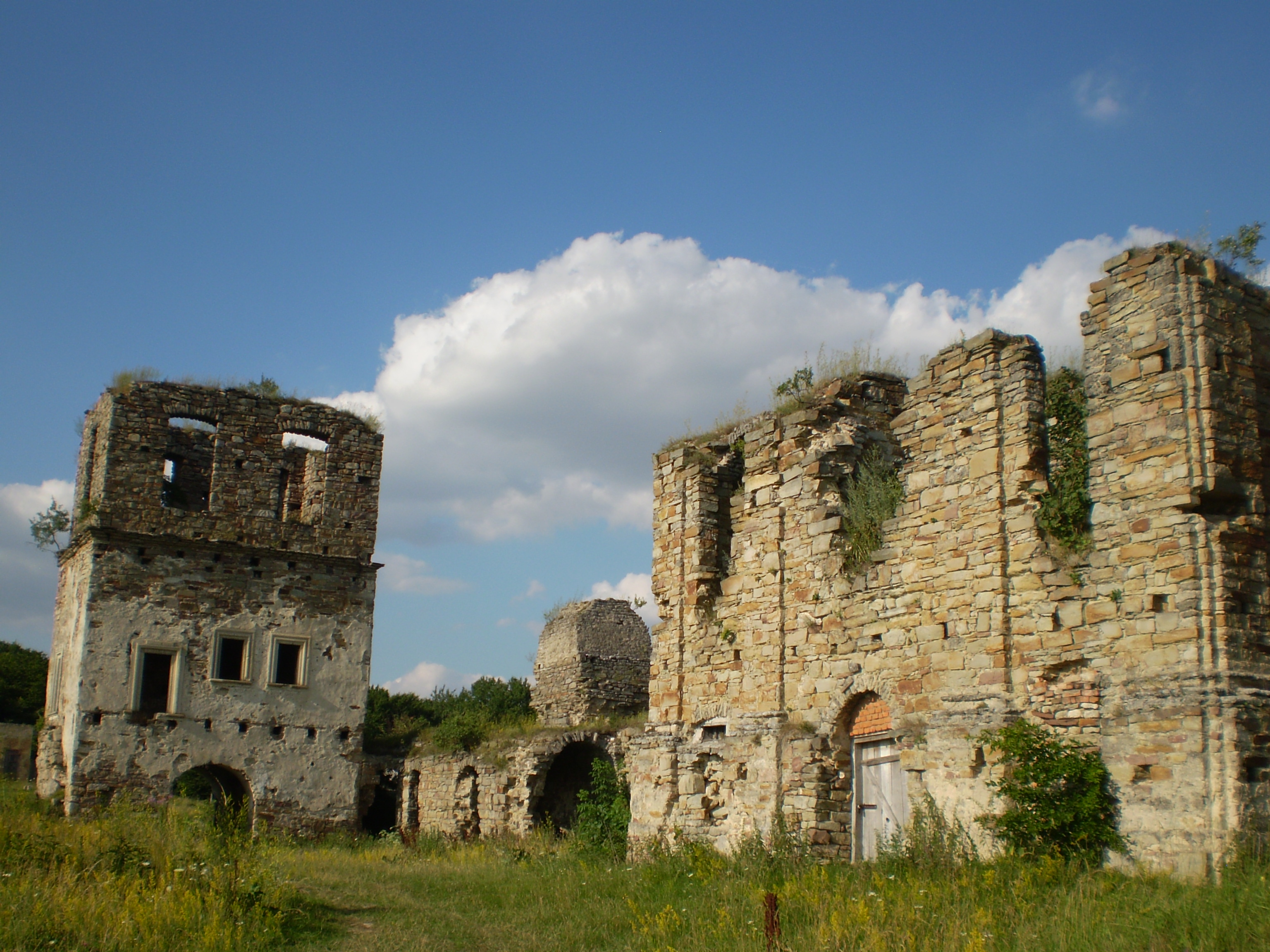
Підгорянський монастир, руїни брами та келій
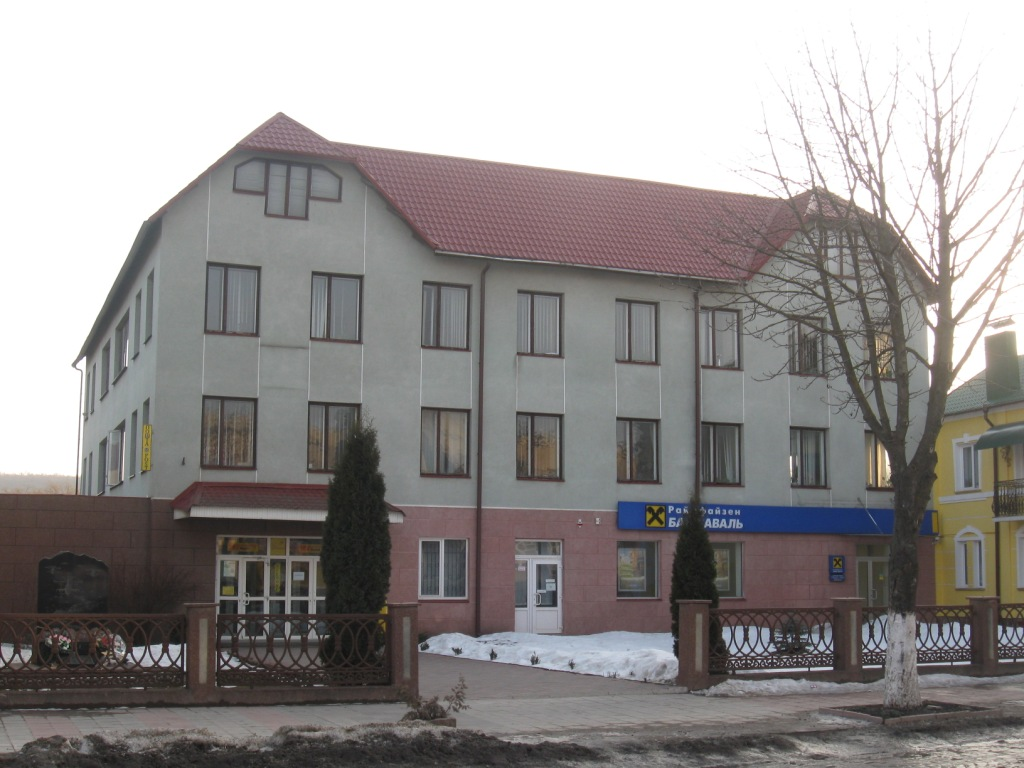
Будинок відділення пошти (колись універмаг)
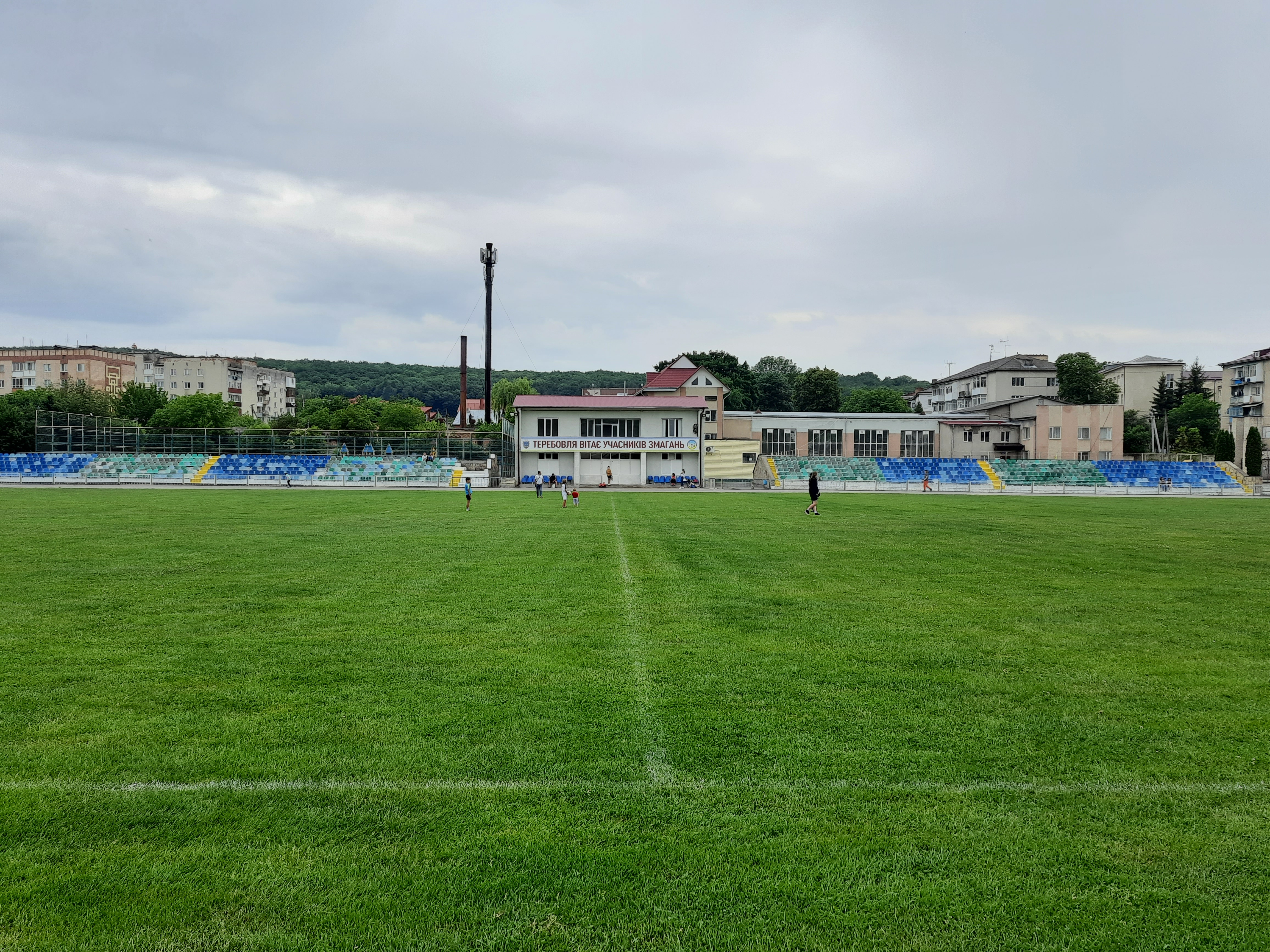
Стадіон "Колос"